# Saint-Ganton
Saint-Ganton est une commune française située dans le département d'Ille-et-Vilaine en région Bretagne.

## Géographie

### Communes limitrophes
Les communes limitrophes sont  Guipry-Messac, Langon, Pipriac et Saint-Just.
|            | Pipriac      | Guipry-Messac |
| Saint-Just | Saint-Ganton |               |
|            | Langon       |               |

### Hydrographie
Pour un article plus général, voir Réseau hydrographique d'Ille-et-Vilaine.
La commune est située dans le bassin Loire-Bretagne. Elle est drainée par le Canut, la Vionnais, le Belle Perche, le ruisseau de la Boissière et le ruisseau de la Couarde,le ruisseau de la Rochère,,.
Le Canut, d'une longueur de 24 km, prend sa source dans la commune  et se jette  dans la Vilaine à Avessac, après avoir traversé huit communes. 

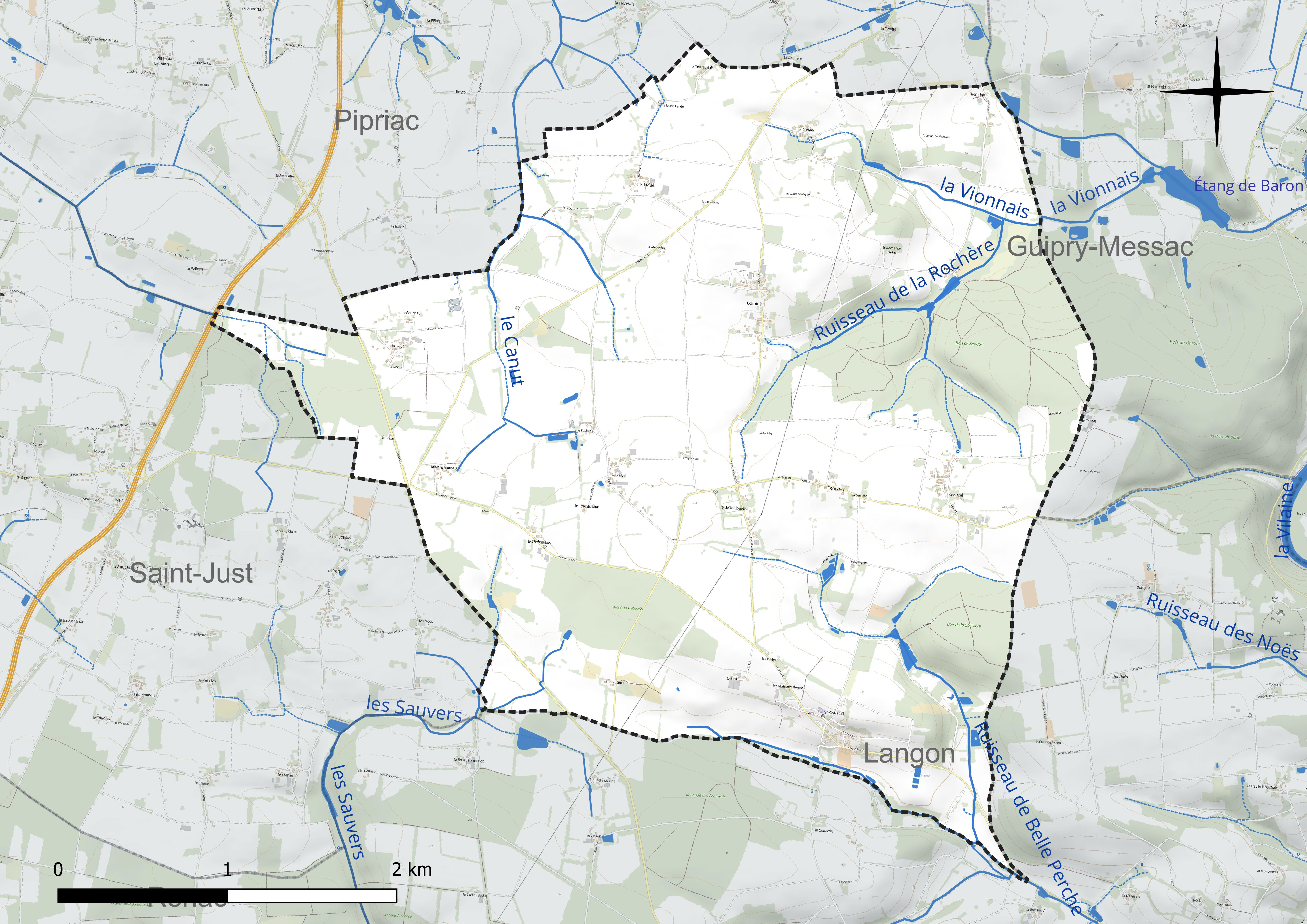
Réseau hydrographique de Saint-Ganton.

Un plan d'eau complète le réseau hydrographique : l'étang des Forges (0,73 ha),.

### Climat
Pour des articles plus généraux, voir Climat de la Bretagne et Climat d'Ille-et-Vilaine.
En 2010, le climat de la commune est de type climat océanique franc, selon une étude du CNRS s'appuyant sur une série de données couvrant la période 1971-2000. En 2020, Météo-France publie une typologie des climats de la France métropolitaine dans laquelle la commune est exposée à un climat océanique et est dans la région climatique  Bretagne orientale et méridionale, Pays nantais, Vendée, caractérisée par une faible pluviométrie en été et une bonne insolation. Parallèlement l'observatoire de l'environnement en Bretagne publie en 2020 un zonage climatique de la région Bretagne, s'appuyant sur des données de Météo-France de 2009. La commune est, selon ce zonage, dans la zone « Sud Est », avec des étés relativement chauds et ensoleillés.  
Pour la période 1971-2000, la température annuelle moyenne est de 11,5 °C, avec une amplitude thermique annuelle de 13,2 °C. Le cumul annuel moyen de précipitations est de 788 mm, avec 12,2 jours de précipitations en janvier et 6,9 jours en juillet. Pour la période 1991-2020, la température moyenne annuelle observée sur la station météorologique la plus proche, située sur la commune de La Noë-Blanche à 12 km à vol d'oiseau, est de 12,2 °C et le cumul annuel moyen de précipitations est de 780,5 mm,. Pour l'avenir, les paramètres climatiques de la commune estimés pour 2050 selon différents scénarios d'émission de gaz à effet de serre sont consultables sur un site dédié publié par Météo-France en novembre 2022.

## Urbanisme

### Typologie
Au 1er janvier 2024, Saint-Ganton est catégorisée commune rurale à habitat très dispersé, selon la nouvelle grille communale de densité à sept niveaux définie par l'Insee en 2022.
Elle est située hors unité urbaine et hors attraction des villes,.

### Occupation des sols
L'occupation des sols de la commune, telle qu'elle ressort de la base de données européenne d'occupation biophysique des sols Corine Land Cover (CLC), est marquée par l'importance des territoires agricoles (78,4 % en 2018), une proportion identique à celle de 1990 (78,4 %). La répartition détaillée en 2018 est la suivante : zones agricoles hétérogènes (43,8 %), terres arables (31,6 %), forêts (21,6 %), prairies (3 %). L'évolution de l'occupation des sols de la commune et de ses infrastructures peut être observée sur les différentes représentations cartographiques du territoire : la carte de Cassini (XVIIIe siècle), la carte d'état-major (1820-1866) et les cartes ou photos aériennes de l'IGN pour la période actuelle (1950 à aujourd'hui).

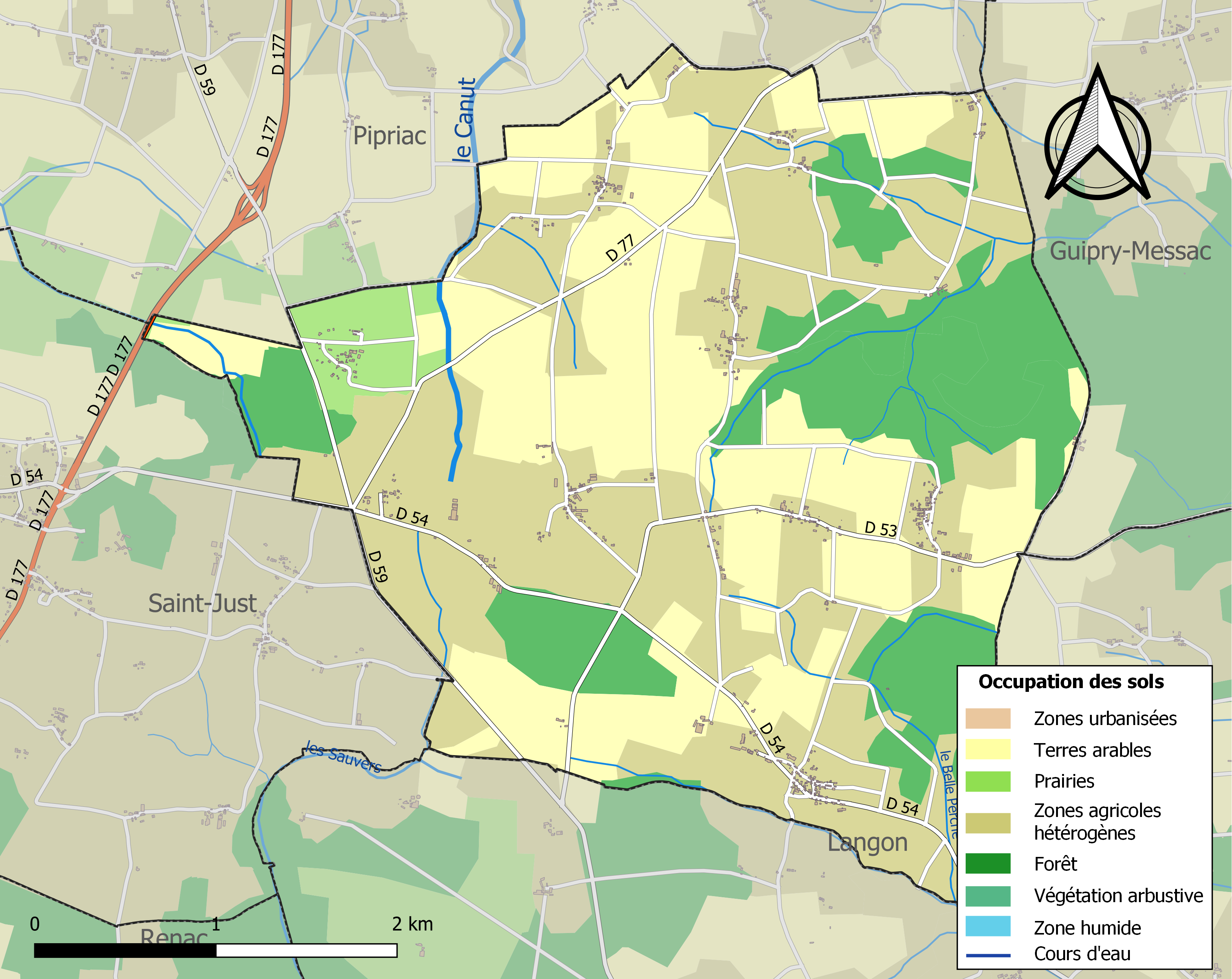
Carte des infrastructures et de l'occupation des sols de la commune en 2018 (CLC).

## Toponymie
Le nom de Saint-Ganton viendrait de saint Guenganton ou Hingueten, moine de l'abbaye de Saint-Méen ou évêque de Vannes au VIIe siècle.

## Histoire
Saint-Ganton est une ancienne trêve de Pipriac qui tire son nom d'un ancien prieuré, aujourd'hui disparu, élevé sous le vocable de saint Guenganton pour les moines de Saint-Méen. La paroisse n'a été érigée qu'en 1803.
Le 4 septembre 2012, le village a connu sa première rentrée scolaire depuis 33 ans, dans une école construite en partie par les parents d'élèves. Depuis 1979 et la fermeture de la classe unique de l'école privée, le village n'avait en effet plus d'école, sachant que l'école publique avait fermé en 1942. En septembre 2013, les élèves étaient répartis en quatre classes, de la maternelle à l'élémentaire.

## Politique et administration
| Période                                  | Période                  | Identité         | Étiquette | Qualité                           |
| ---------------------------------------- | ------------------------ | ---------------- | --------- | --------------------------------- |
| mai 1929                                 | août 1939 (décès)        | Pierre Orève     | SE        | Agriculteur                       |
| Les données manquantes sont à compléter. |                          |                  |           |                                   |
| 1947                                     | mars 1977                | Aimé Valentin    |           |                                   |
| mars 1977                                | mars 1989                | Albert Deniel    |           |                                   |
| mars 1989                                | février 1995 (démission) | Maurice Huet     | DVD       | Retraité de la SNCF               |
| mars 1995                                | juin 2015                | Bernard Gefflot  | DVG       | Agent EDF retraité                |
| juin 2015                                | 26 mai 2020              | Philippe Louet   |           | Ingénieur d'affaires retraité     |
| 26 mai 2020                              | En cours                 | Fabienne Cottais |           | Chargée de production statistique |
| Les données manquantes sont à compléter. |                          |                  |           |                                   |

## Démographie
L'évolution du nombre d'habitants est connue à travers les recensements de la population effectués dans la commune depuis 1793. Pour les communes de moins de 10 000 habitants, une enquête de recensement portant sur toute la population est réalisée tous les cinq ans, les populations de référence des années intermédiaires étant quant à elles estimées par interpolation ou extrapolation. Pour la commune, le premier recensement exhaustif entrant dans le cadre du nouveau dispositif a été réalisé en 2006.

En 2022, la commune comptait 414 habitants, en évolution de −1,9 % par rapport à 2016 (Ille-et-Vilaine : +5,46 %, France hors Mayotte : +2,11 %).
| 1793 | 1800 | 1806 | 1821 | 1831 | 1836 | 1841 | 1846 | 1851 |
| ---- | ---- | ---- | ---- | ---- | ---- | ---- | ---- | ---- |
| 504  | 429  | 437  | 449  | 487  | 510  | 488  | 489  | 520  |

| 1856 | 1861 | 1866 | 1872 | 1876 | 1881 | 1886 | 1891 | 1896 |
| ---- | ---- | ---- | ---- | ---- | ---- | ---- | ---- | ---- |
| 524  | 506  | 602  | 572  | 583  | 703  | 664  | 686  | 694  |

| 1901 | 1906 | 1911 | 1921 | 1926 | 1931 | 1936 | 1946 | 1954 |
| ---- | ---- | ---- | ---- | ---- | ---- | ---- | ---- | ---- |
| 728  | 743  | 709  | 646  | 610  | 618  | 597  | 536  | 506  |

| 1962 | 1968 | 1975 | 1982 | 1990 | 1999 | 2006 | 2011 | 2016 |
| ---- | ---- | ---- | ---- | ---- | ---- | ---- | ---- | ---- |
| 504  | 490  | 461  | 405  | 381  | 388  | 408  | 418  | 422  |

| 2021 | 2022 | - | - | - | - | - | - | - |
| ---- | ---- | - | - | - | - | - | - | - |
| 419  | 414  | - | - | - | - | - | - | - |

## Lieux et monuments

### Sites naturels
- Étang des Forges, un des étangs mésotrophes initiaux d'Ille-et-Vilaine[29]
- L'ancienne carrière de schiste bleu.
- Site de Corbinières.

### Patrimoine architectural

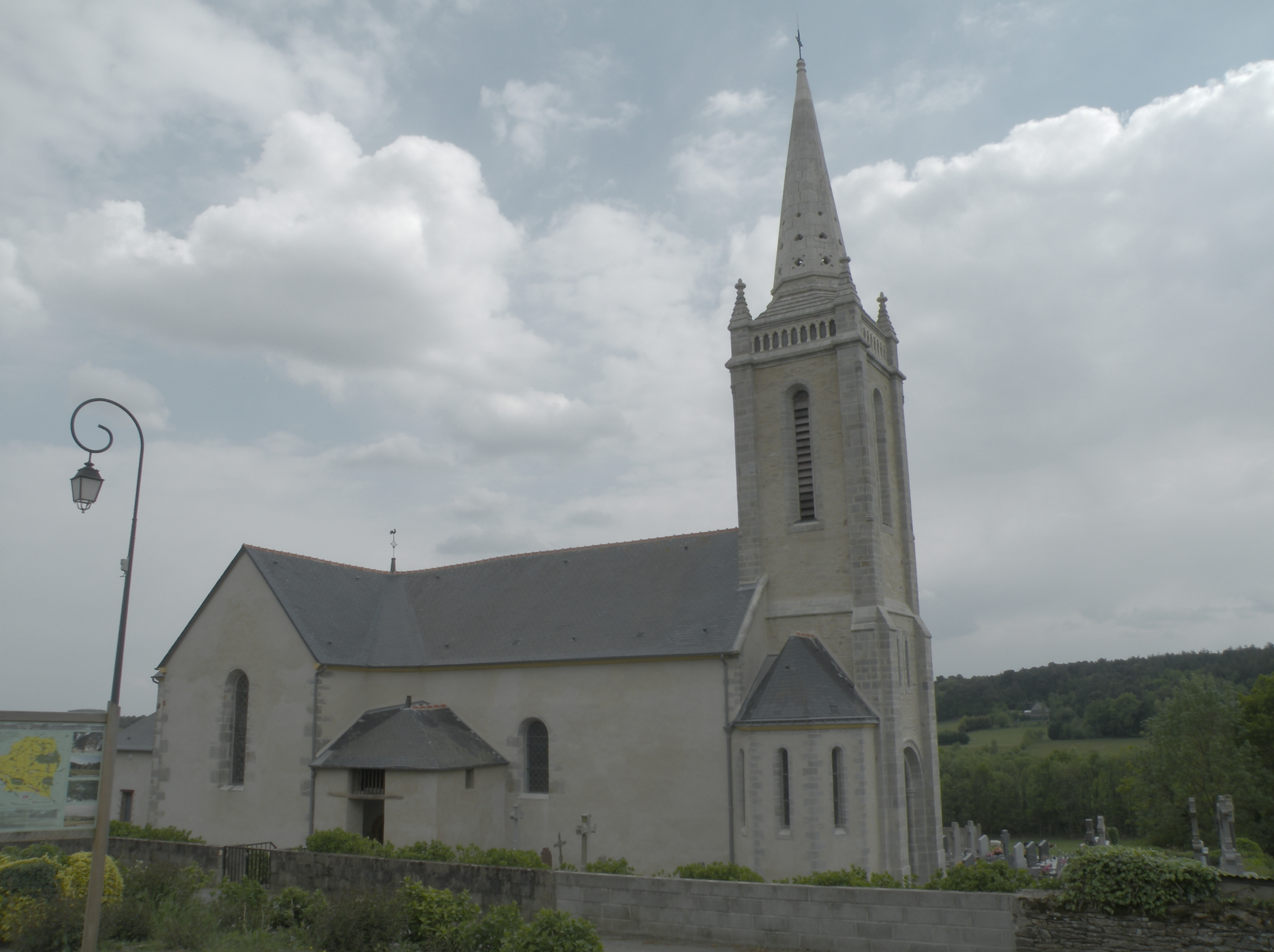
L'église Saint-Quentin.
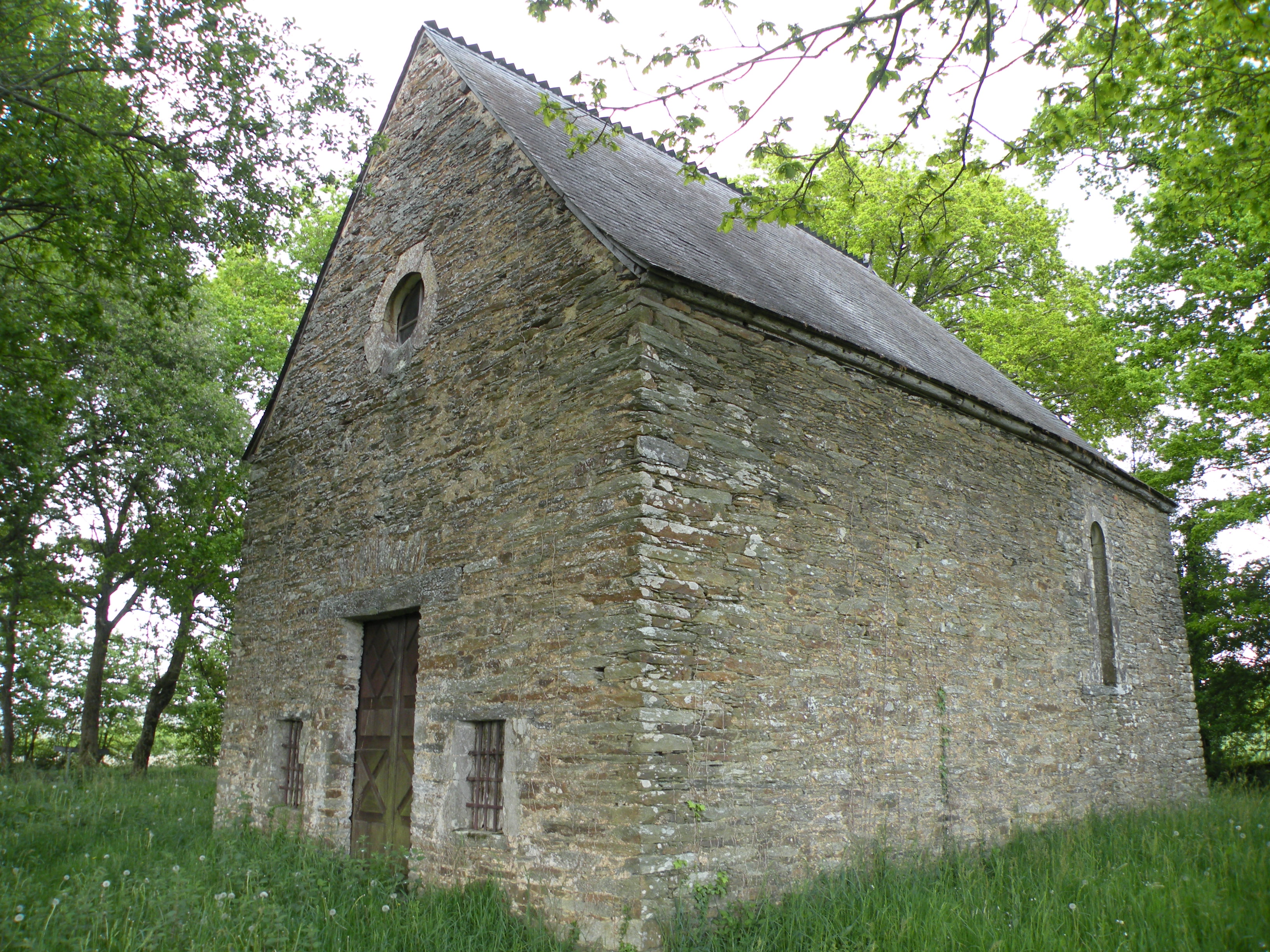
La chapelle Saint-Mathurin.
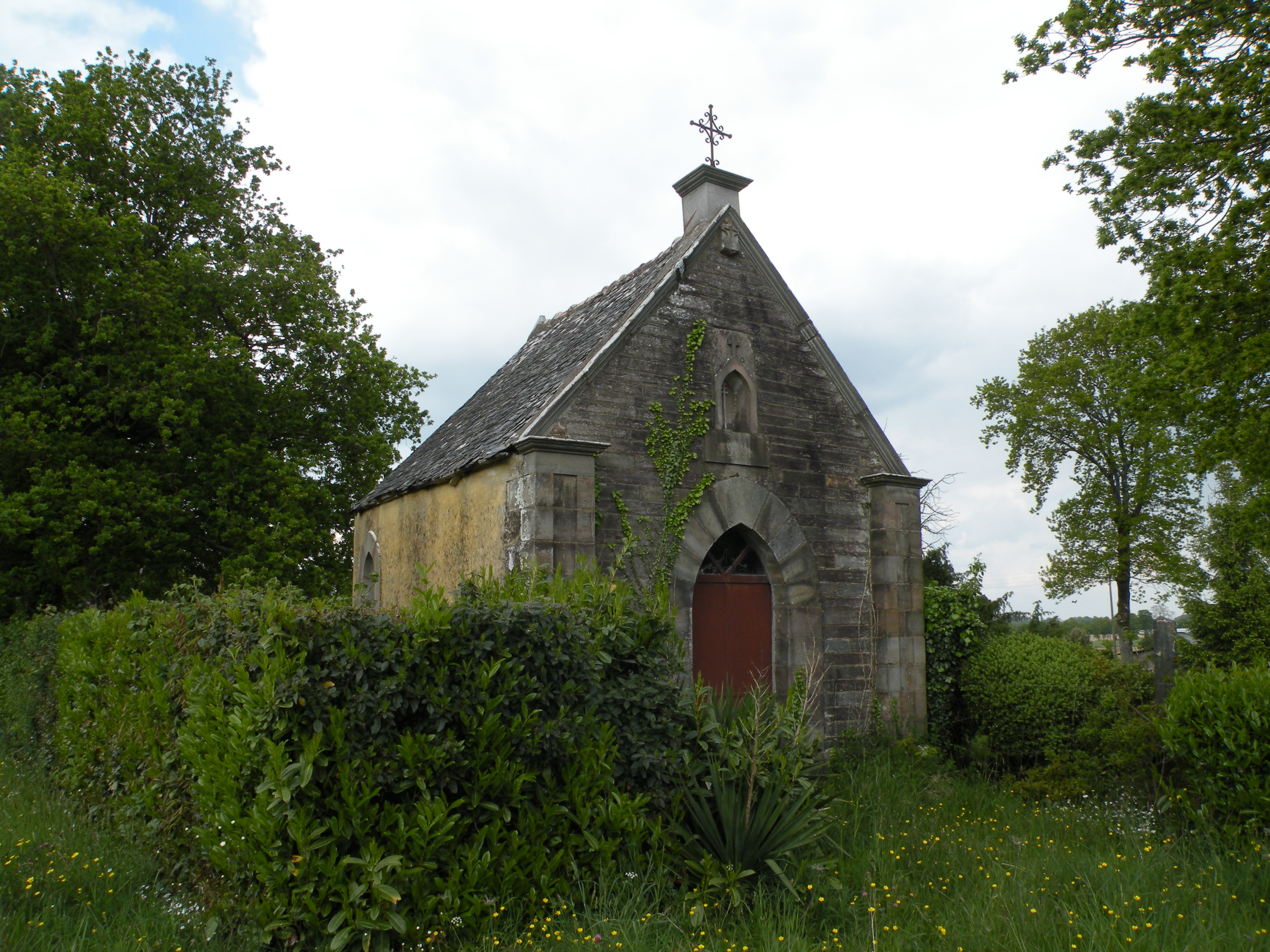
La chapelle Saint-Cornély.
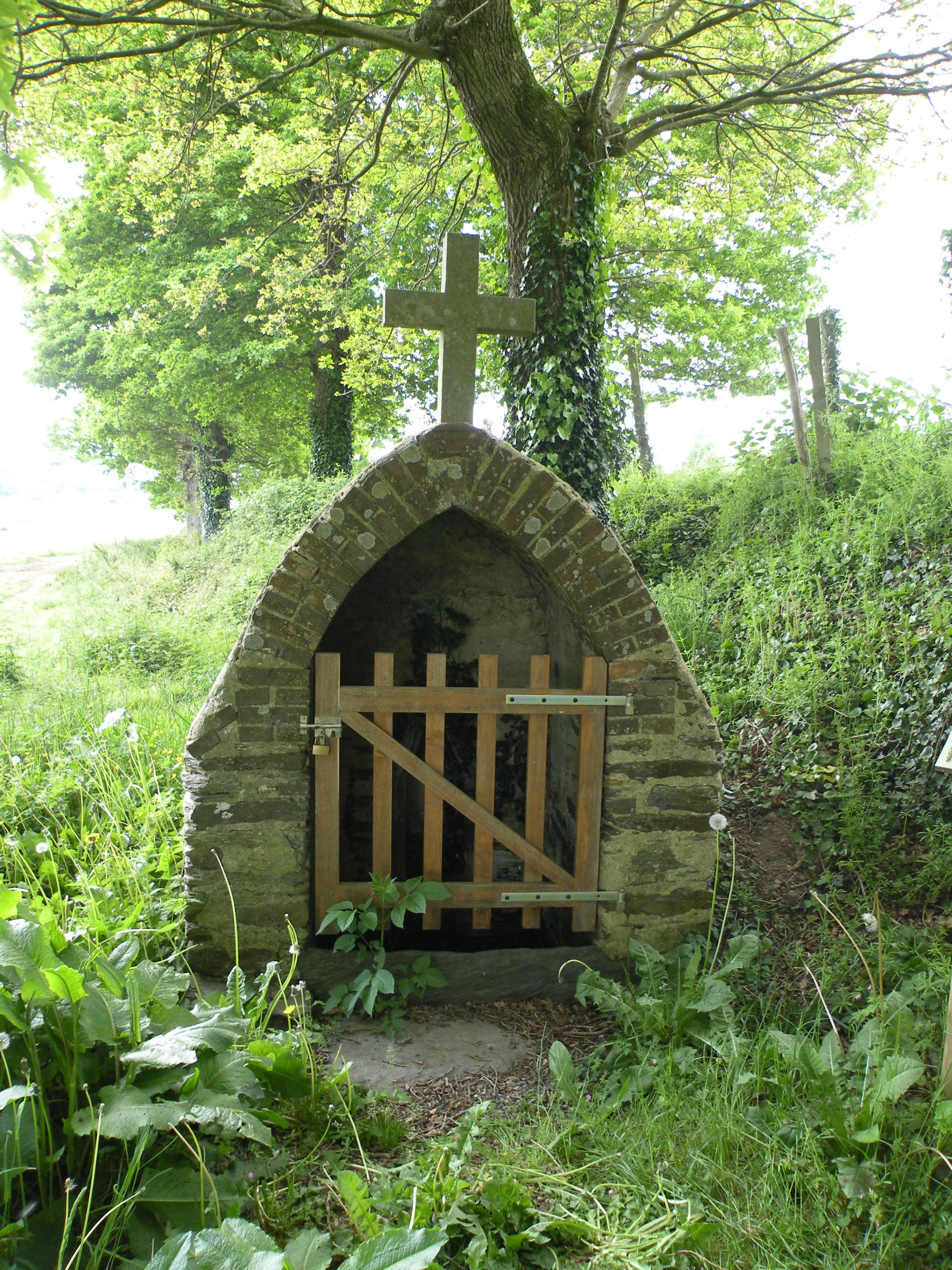
La fontaine Saint-Eutrope.

La commune ne compte aucun monument historique. Parmi les éléments de son patrimoine bâti, on peut noter :
- l'église Saint-Quentin, reconstruite dans la deuxième moitié du XVIIe siècle. Le clocher-porche a été construit au milieu du XIXe siècle par Joseph-Fleury Chenantais[30] ;
- la chapelle Saint-Mathurin, située sur la route de Saint-Just, est une chapelle frairienne construite au début du XVIIe siècle (mentionnée en 1636)[31] ;
- la chapelle Saint-Cornély, édifiée au XIXe siècle, à proximité de la précédente[32] ;
- la fontaine Saint-Eutrope, construite au XXe siècle, en contrebas de l'église[33] ;
- le moulin de la Tombe, situé près du hameau de Gominé.

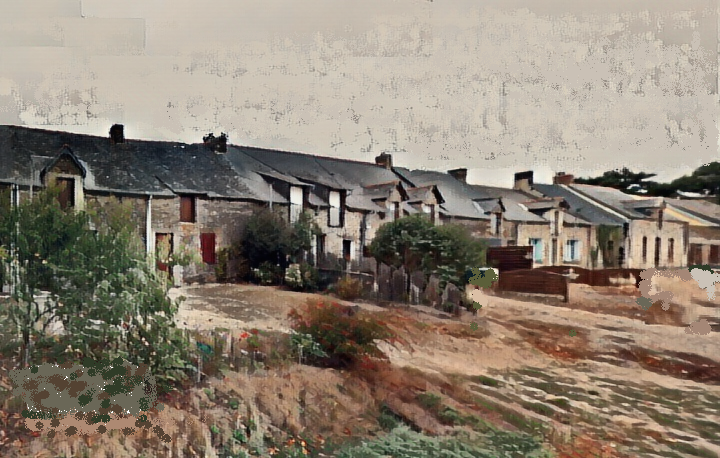
Saint-Ganton - Gominé - Aquarelle.

## Personnalités locales
- Jean-Marie Orêve, né le 29 septembre 1879 à Saint-Ganton (Gominé), abbé, infirmier militaire à l'hôpital Saint-Yves de Rennes pendant la guerre 1914-1918, décédé le 10 septembre 1916. Frère de Marie-Louise Orêve-Lebreton (1877-1956) et de Pierre Orêve, maire de Saint-Ganton de 1929 à 1939. De sa famille, est issu un missionnaire à Haïti.
- Lucien Radier, né en 1915 à Saint-Ganton, décédé en 1975, médecin de profession, est une personnalité politique de la Manche (conseiller général du canton de Périers).
- Adolphe Roux, né en 1929 à Saint-Ganton (Gominé), décédé en 2014. Modeste menuisier devenu industriel de l'ameublement. Maire de Langon. Président de la Délégation consulaire de Redon. Proche du Ministre de l'Économie et des Finances Alain Madelin.

### Église Saint-Quentin

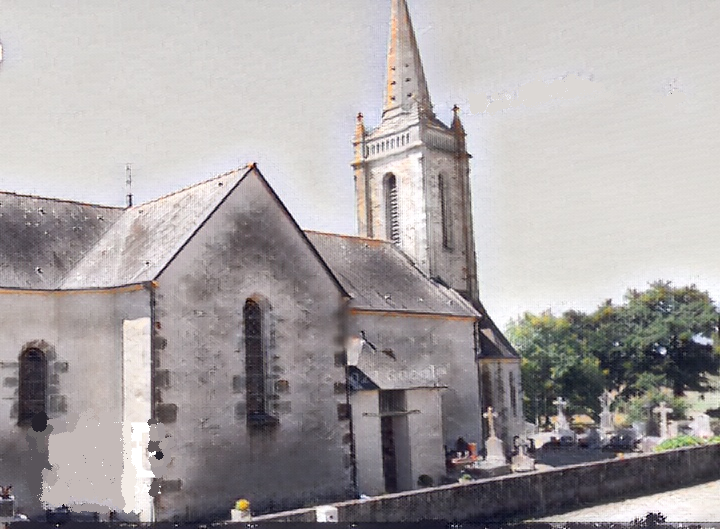
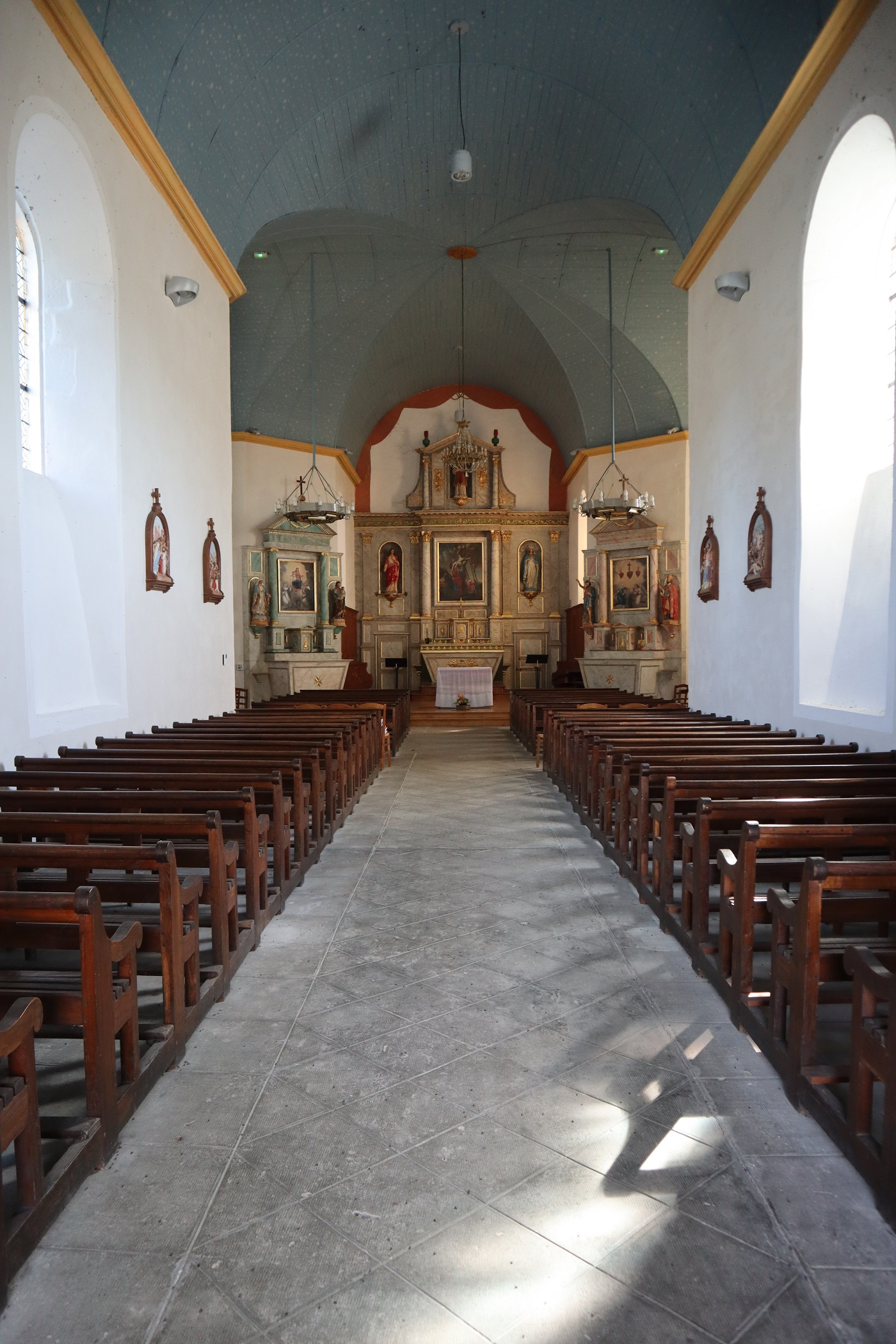
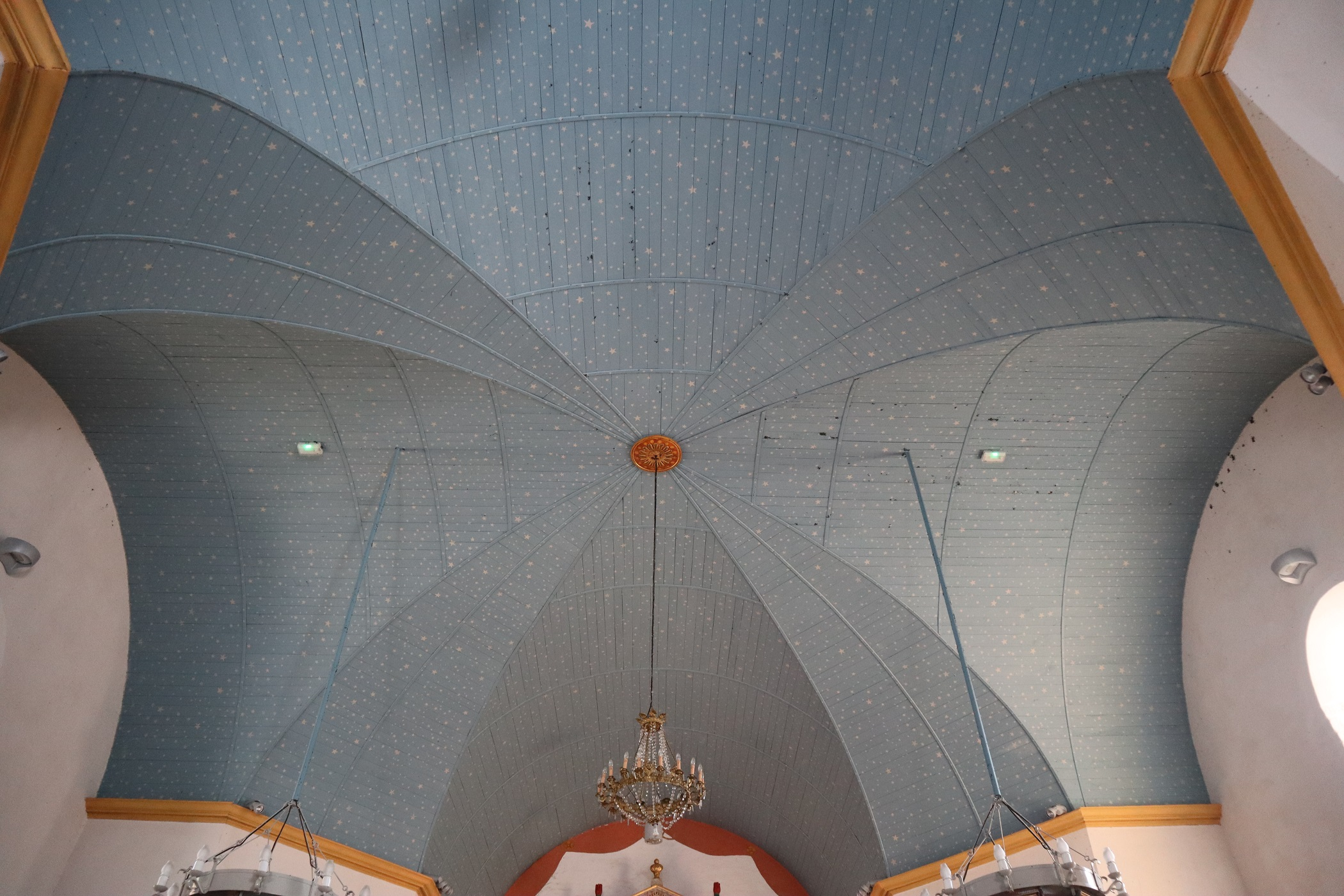
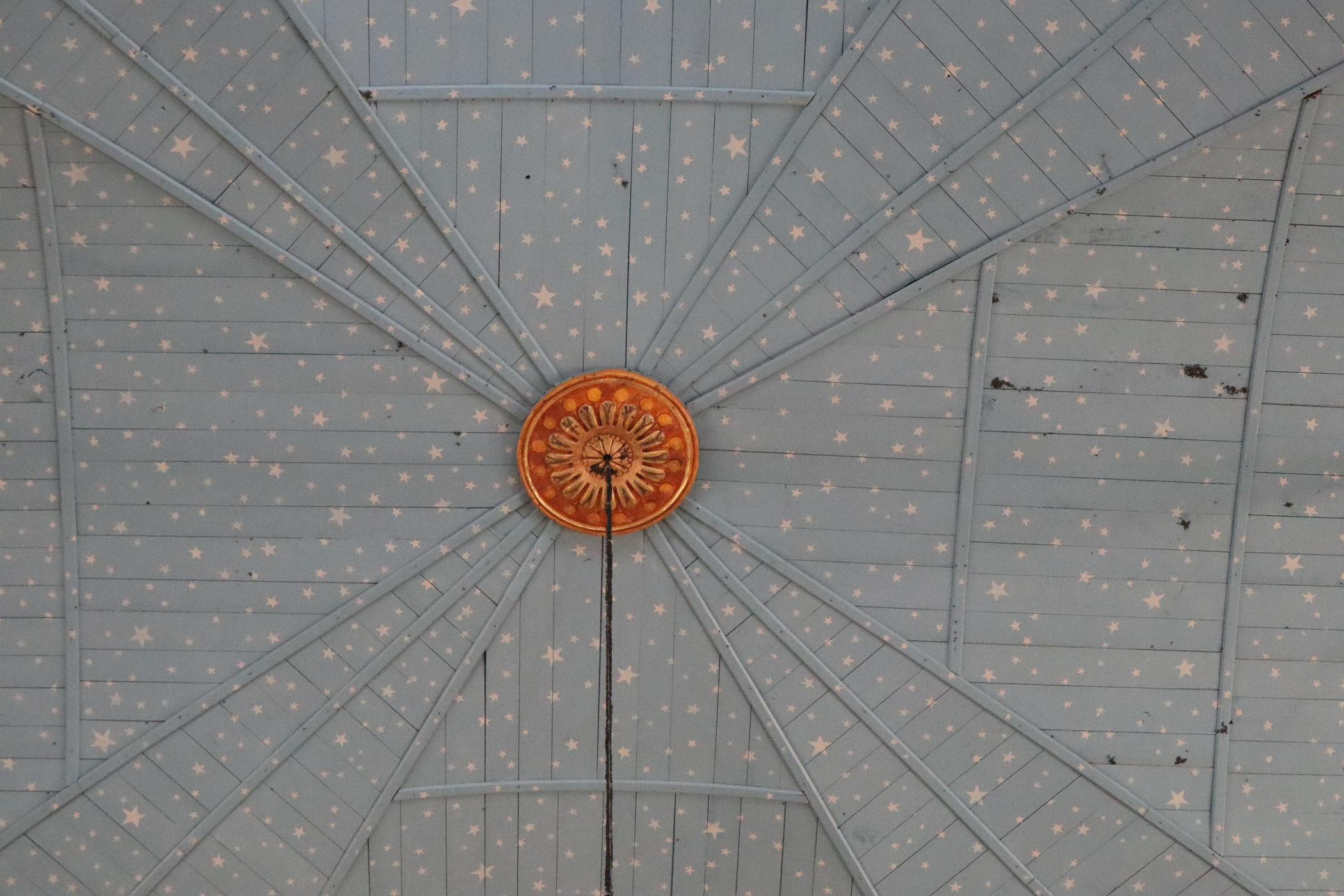
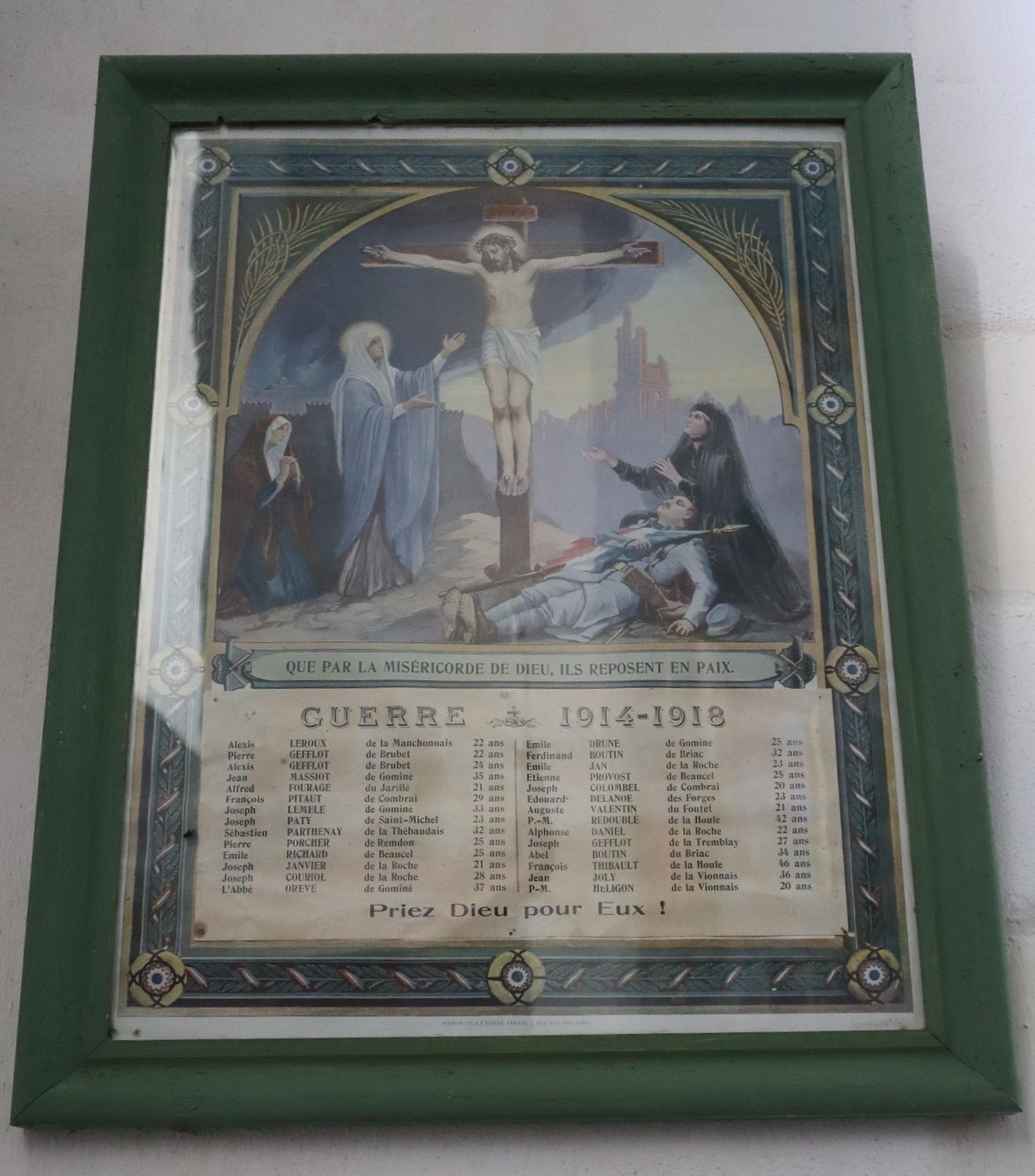
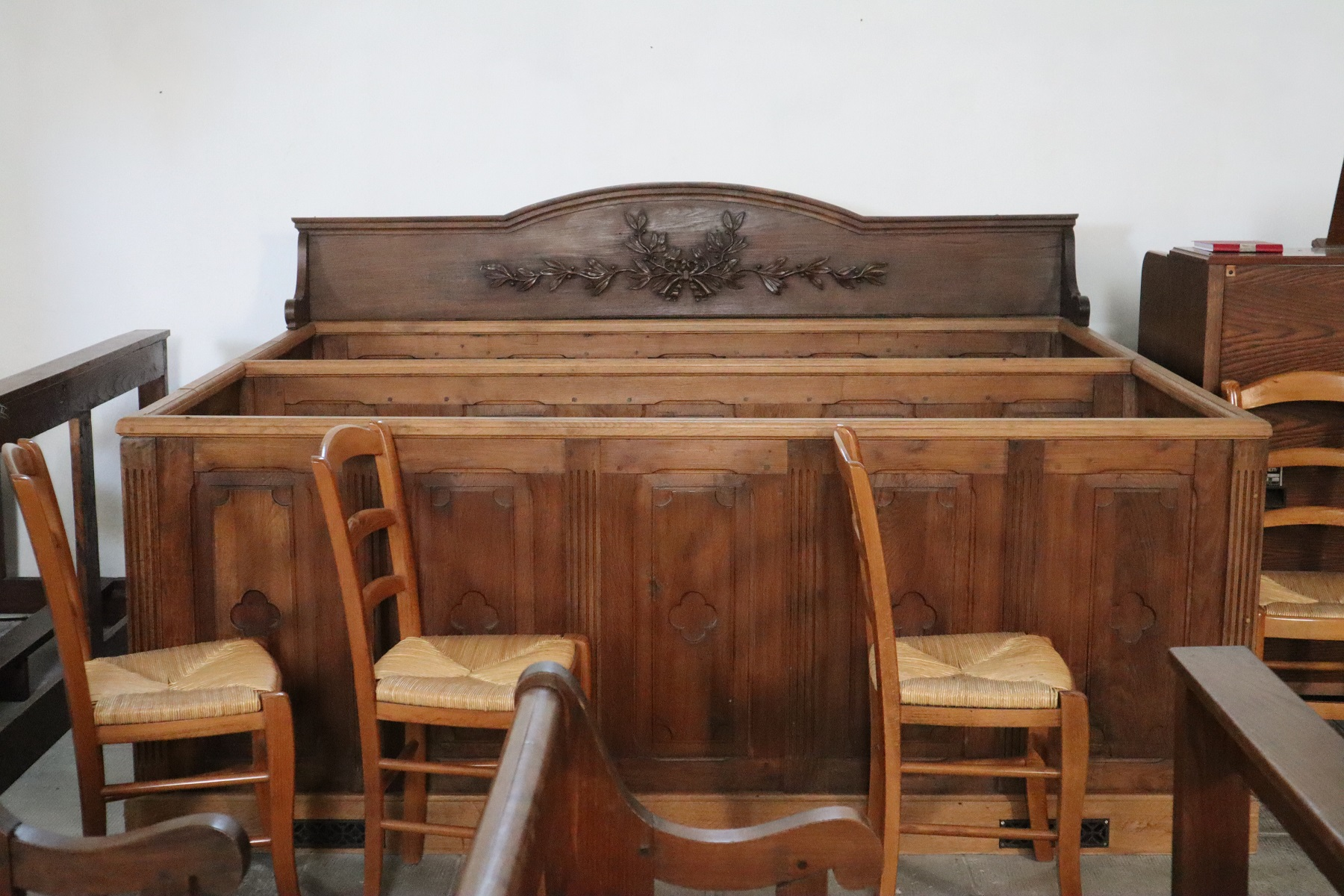
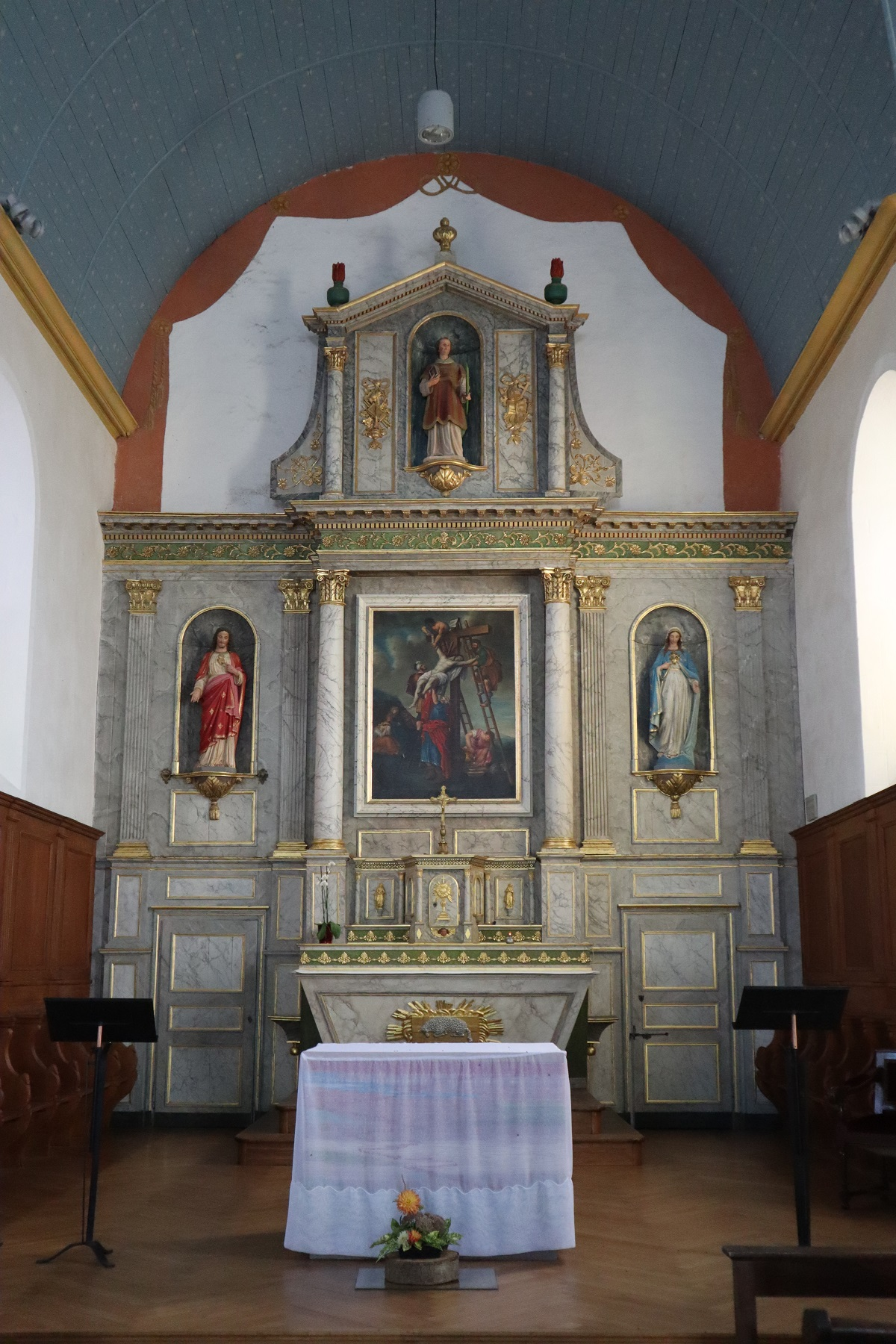
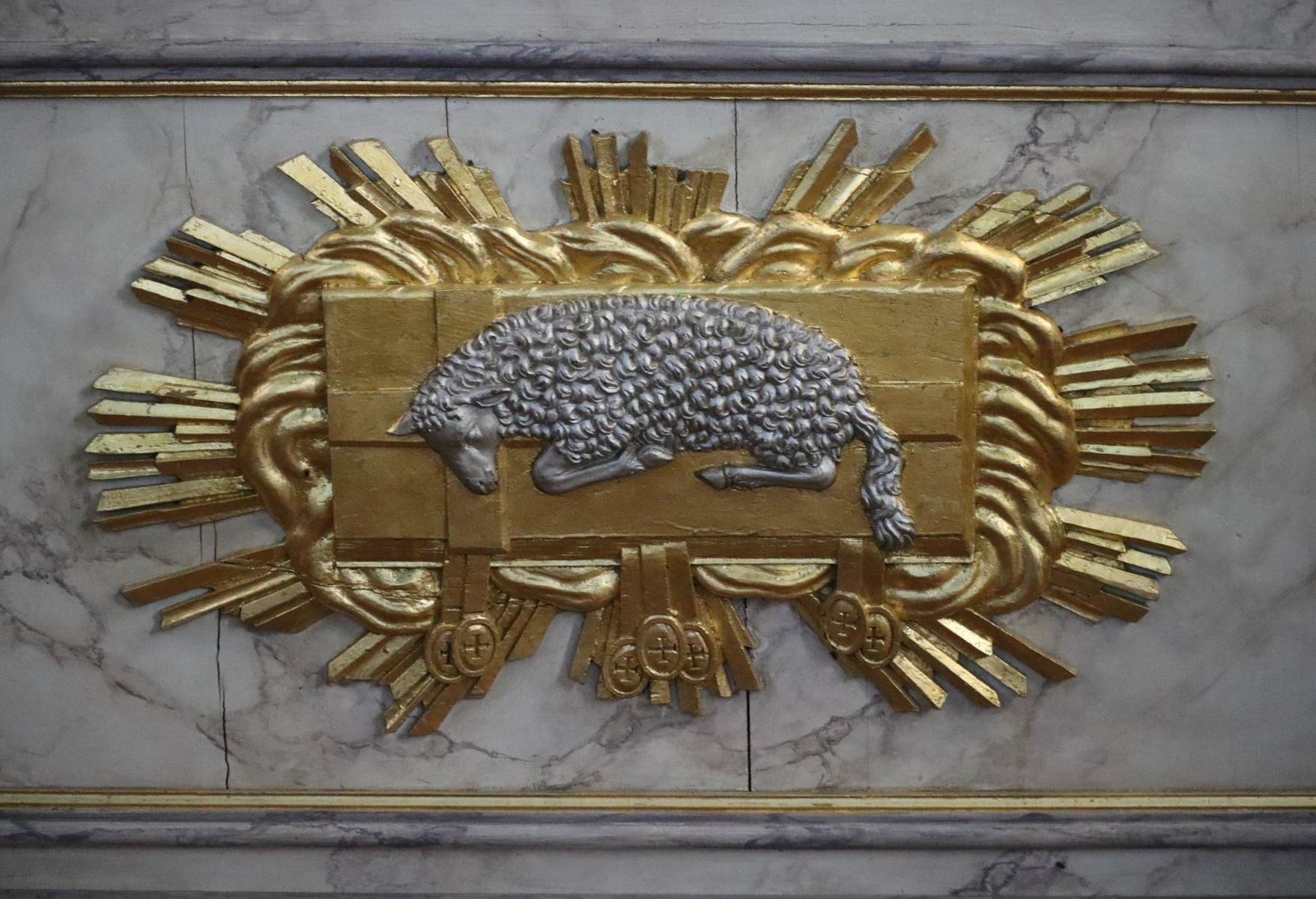
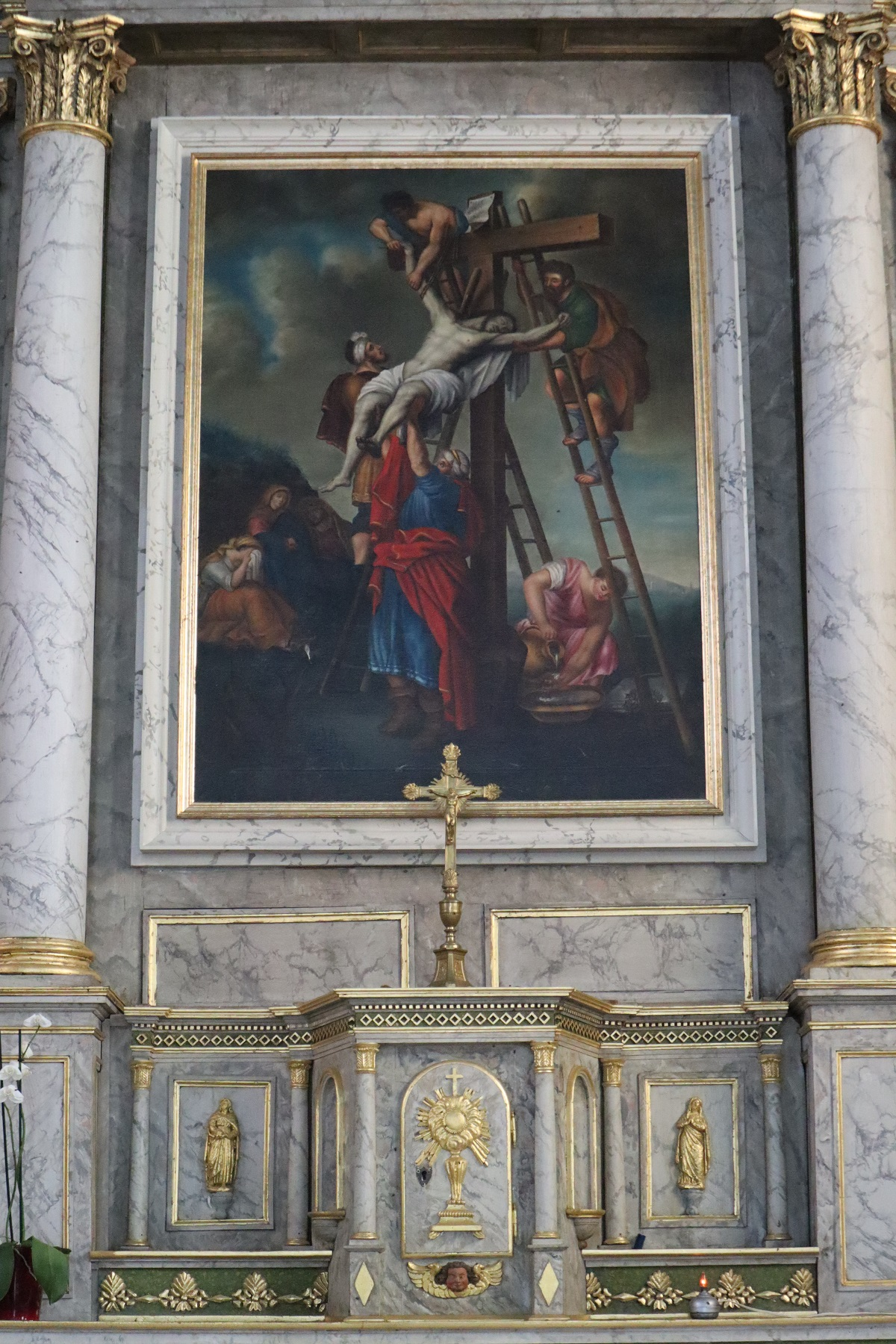
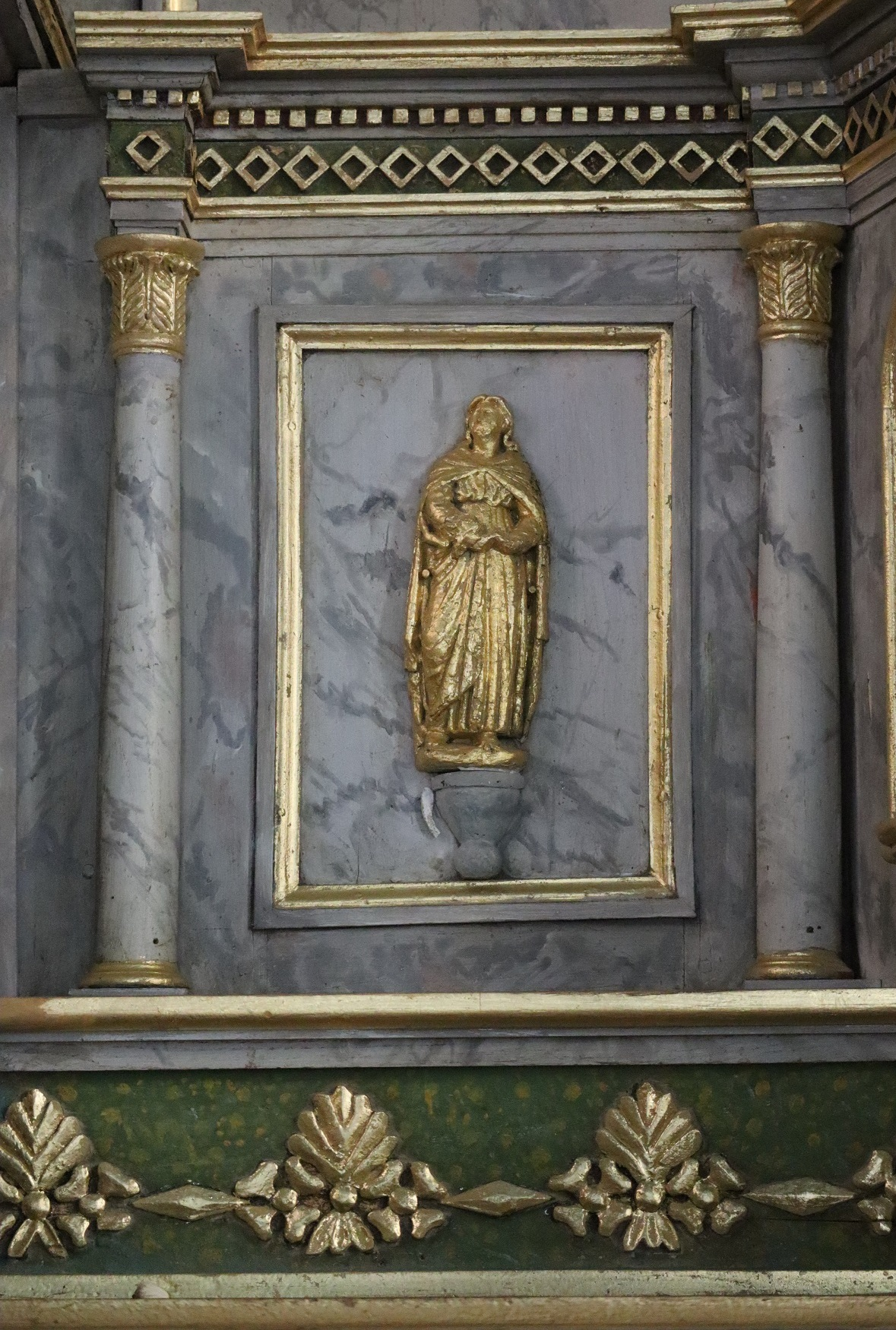
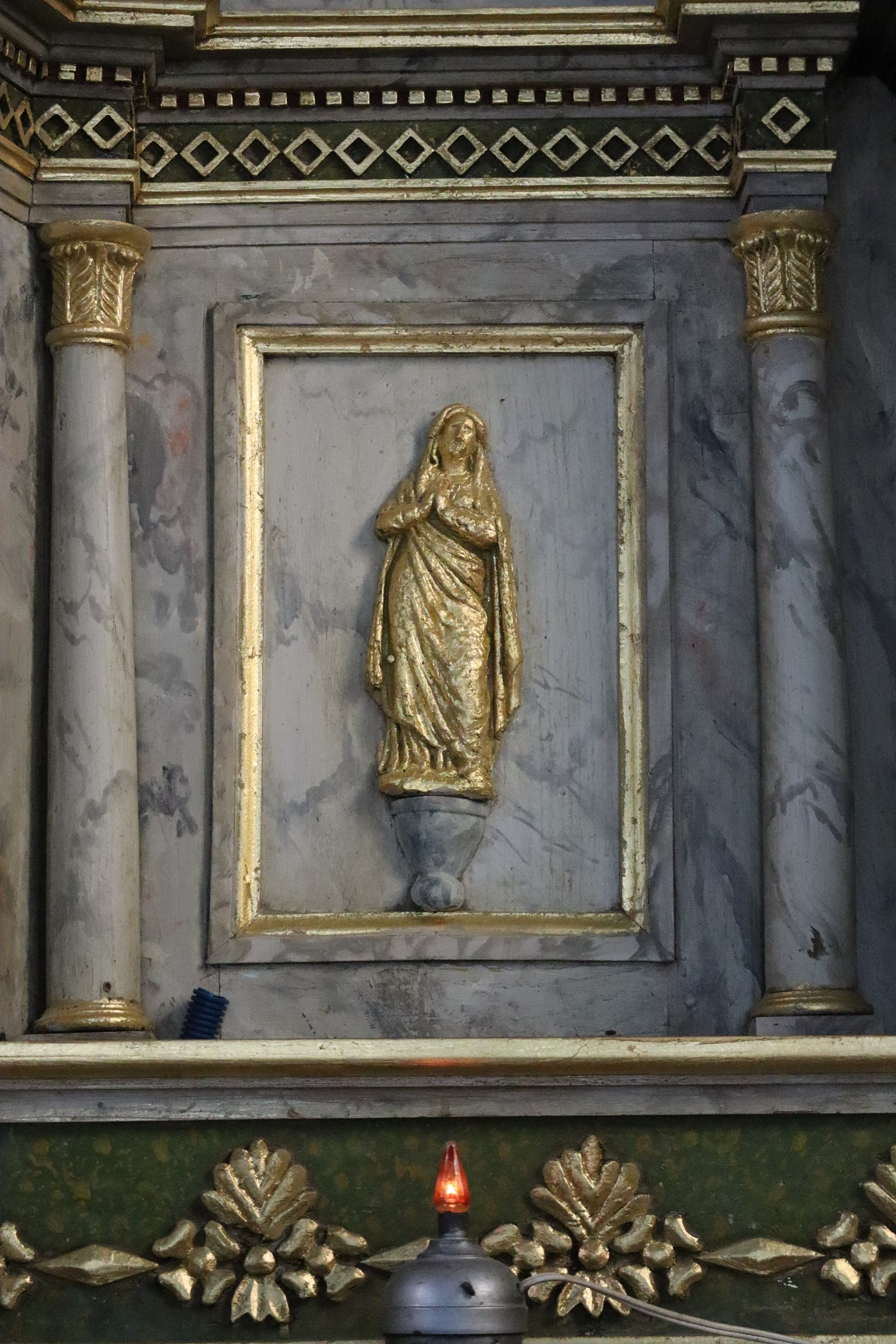
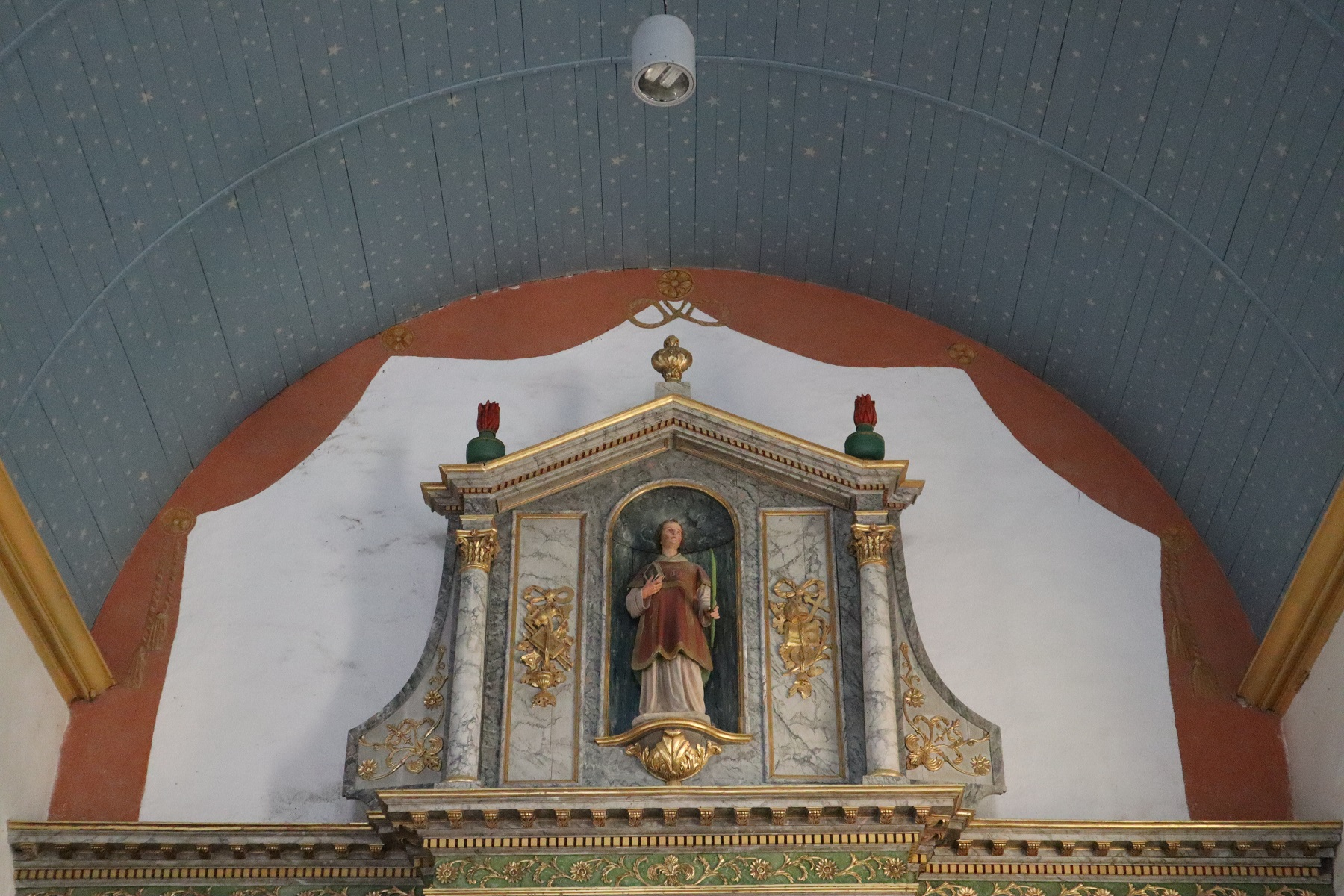
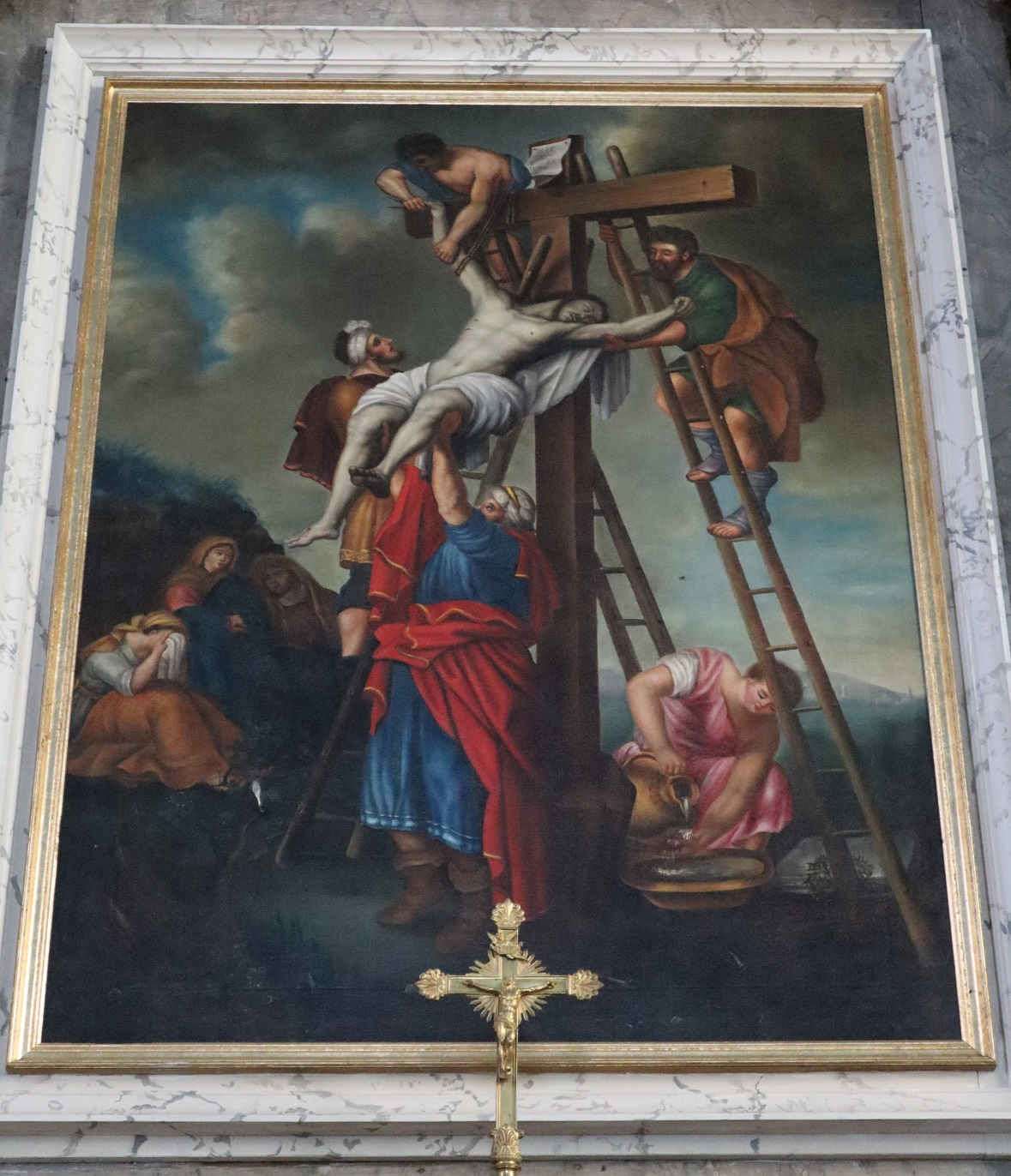
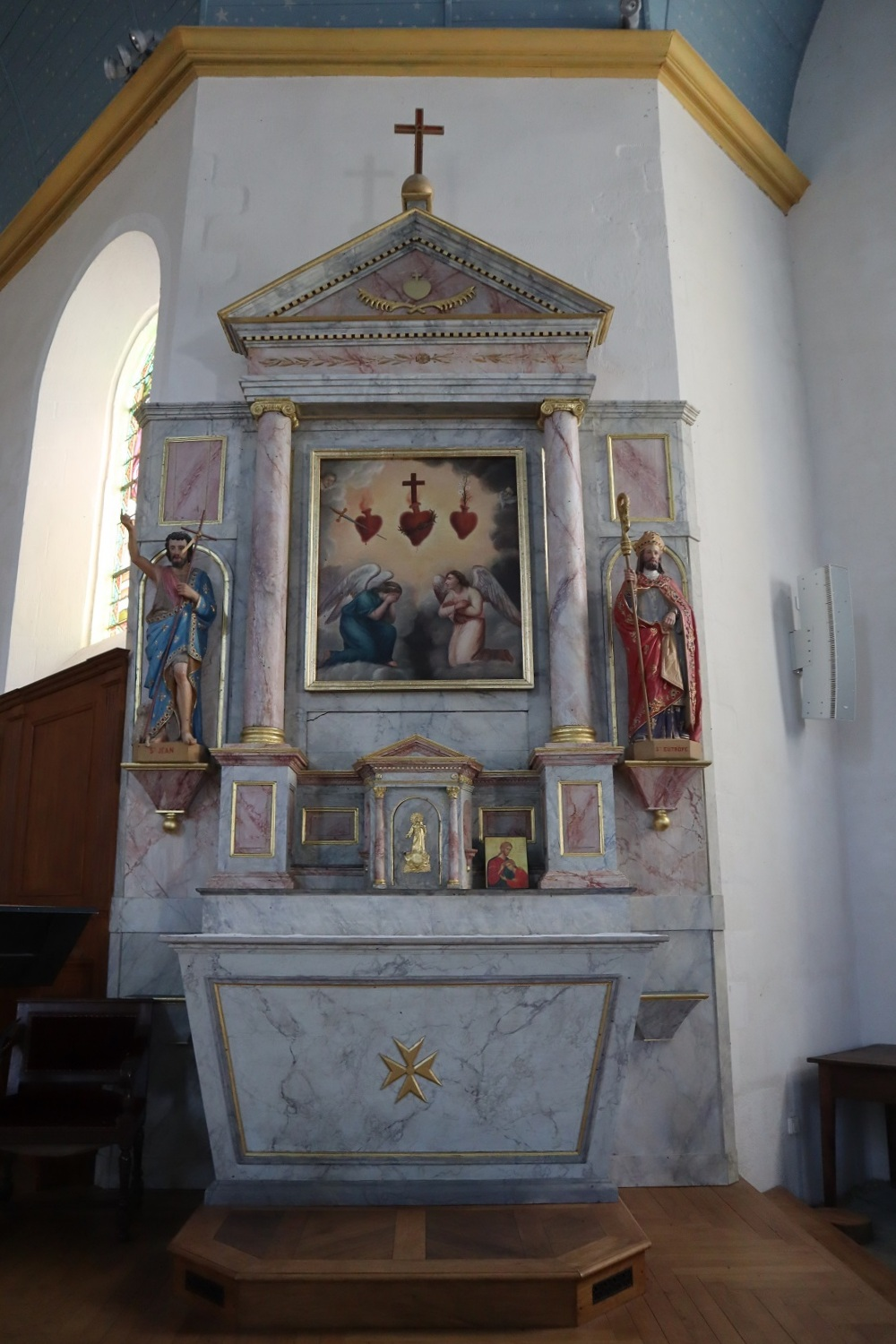
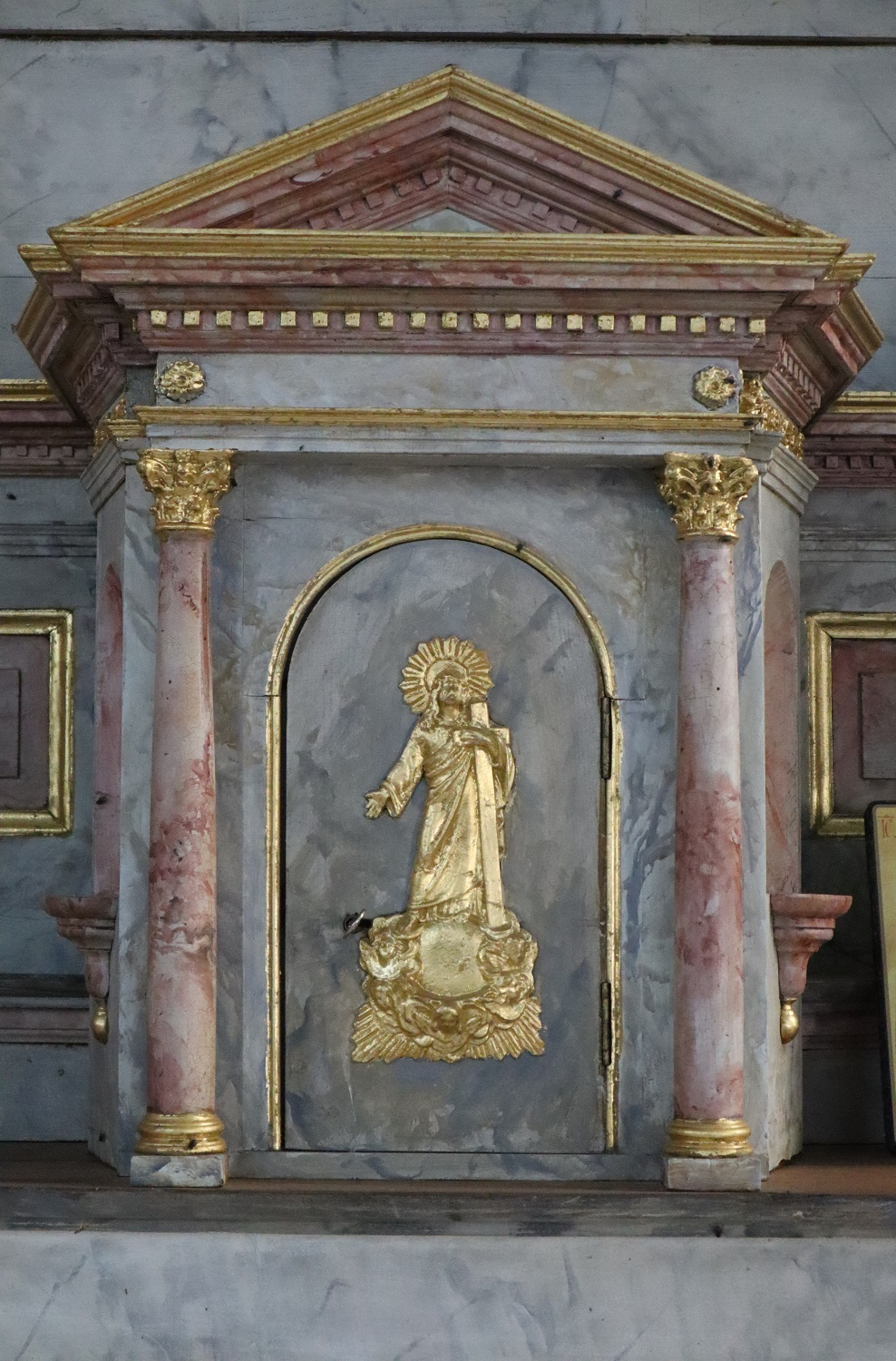
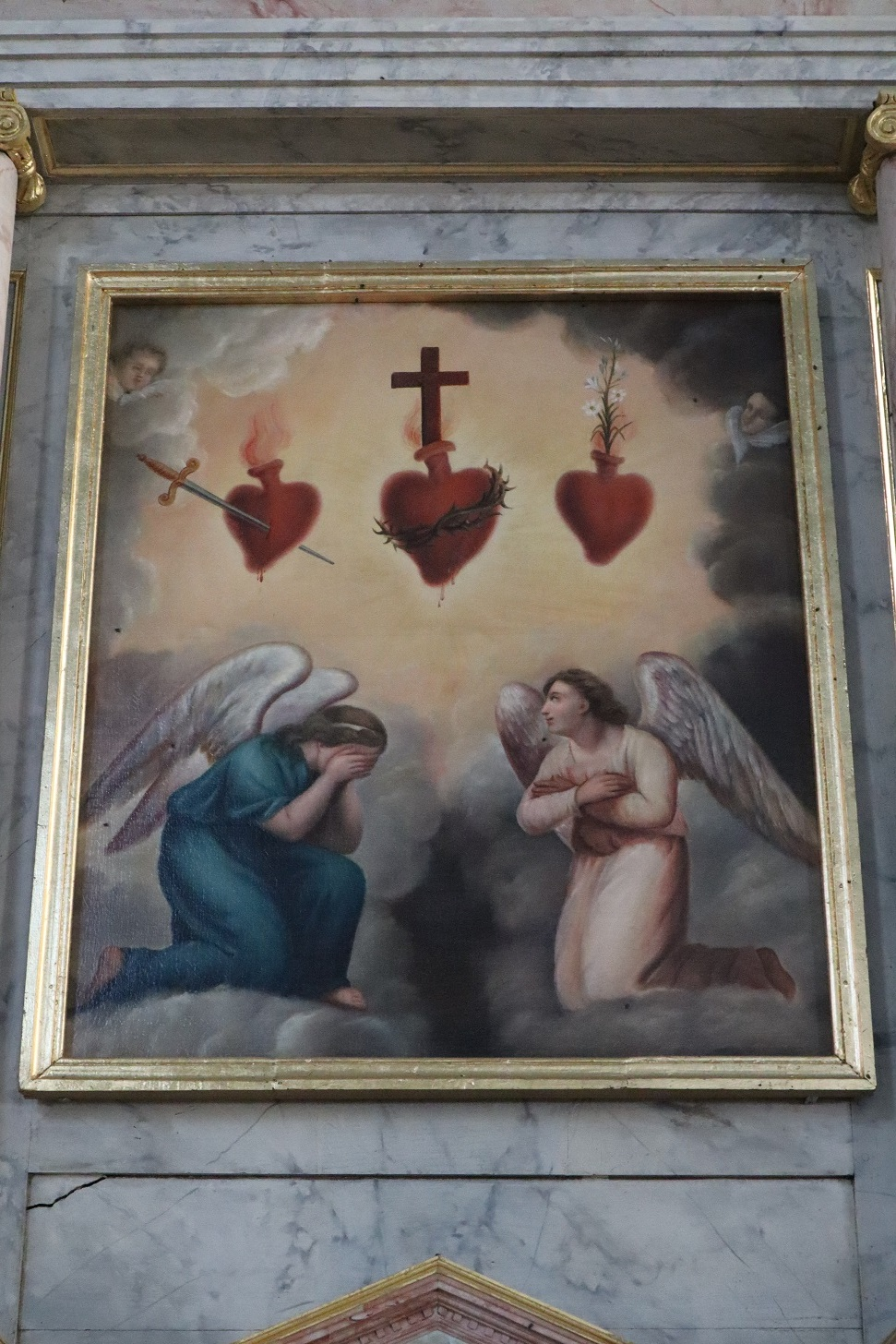
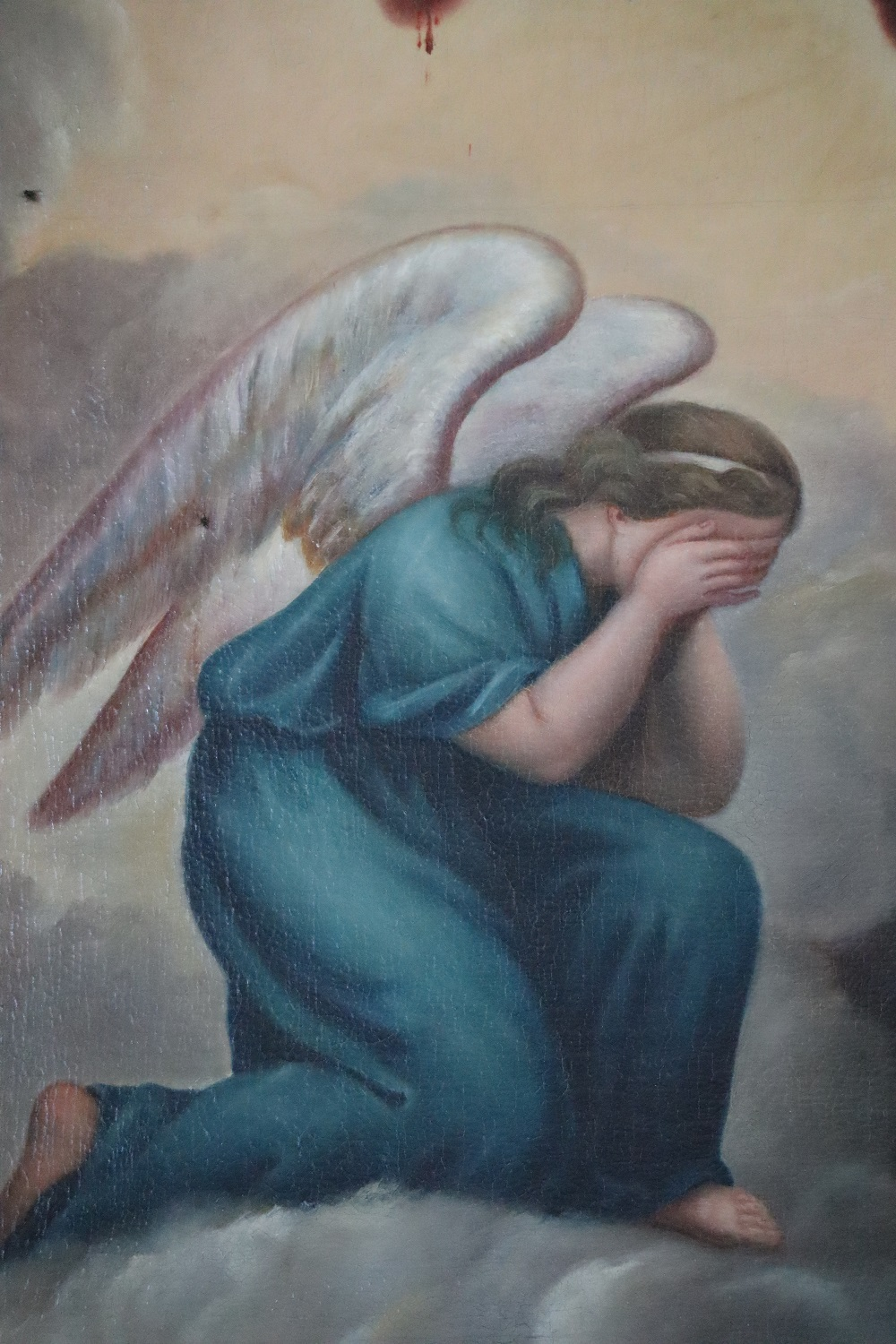
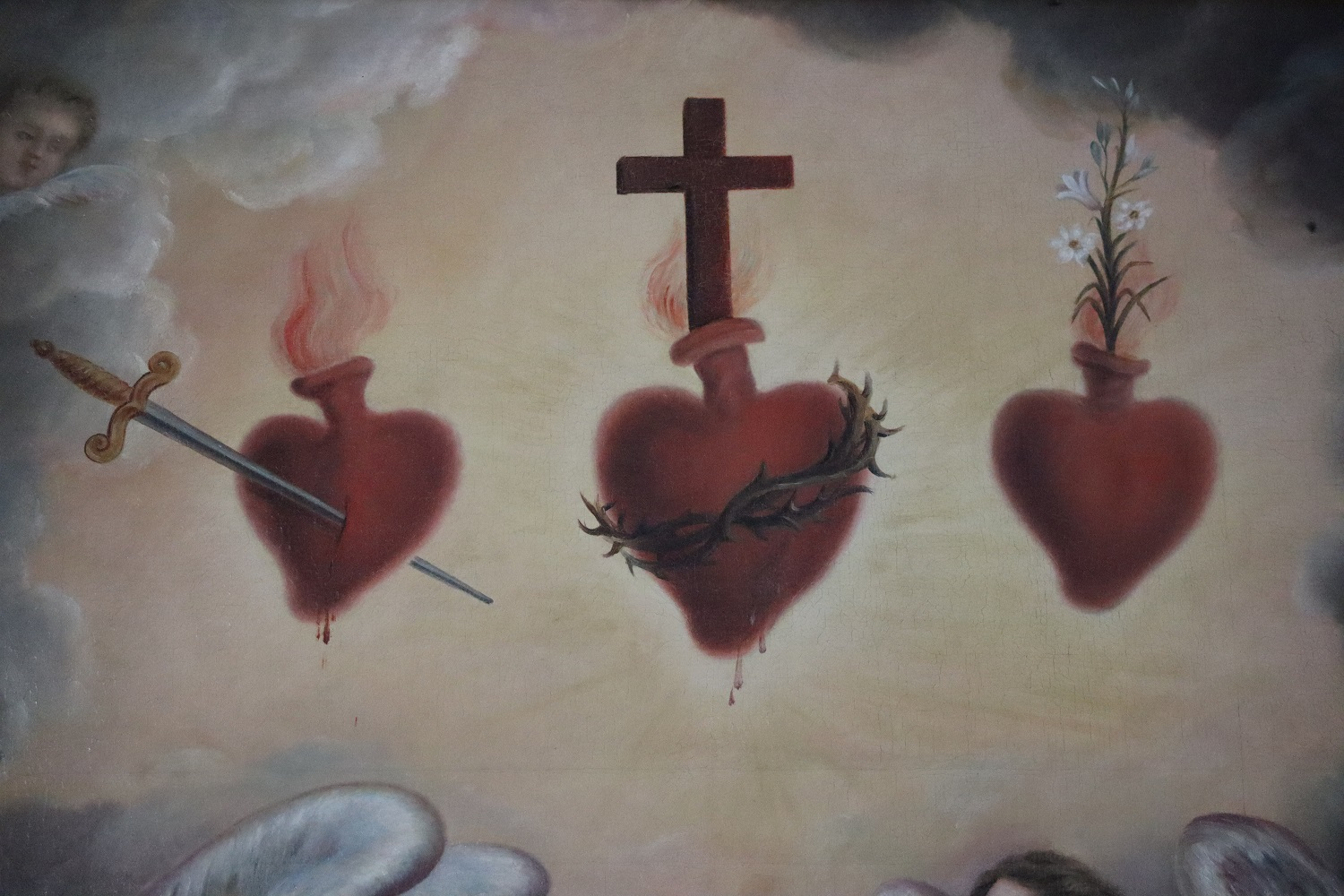
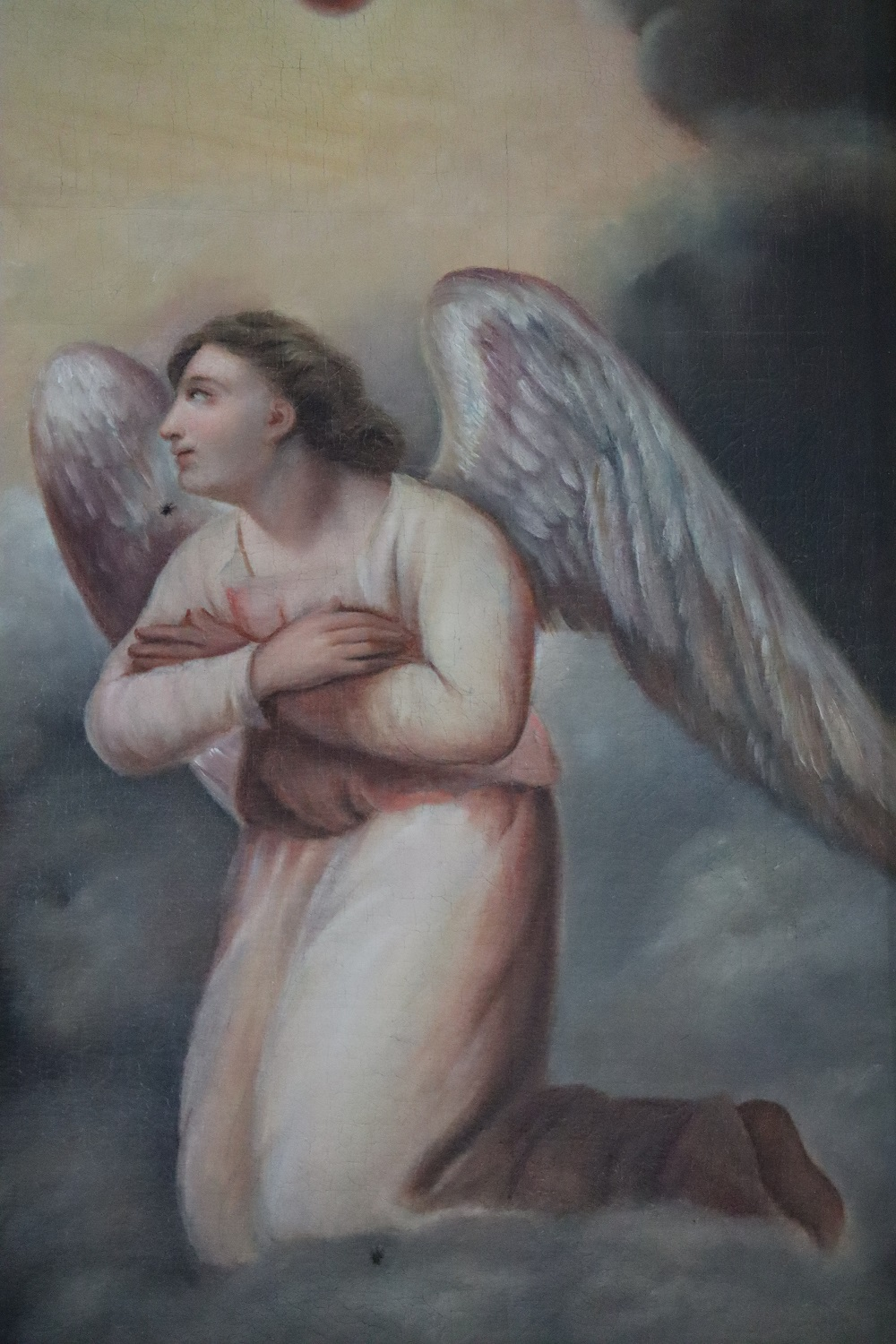
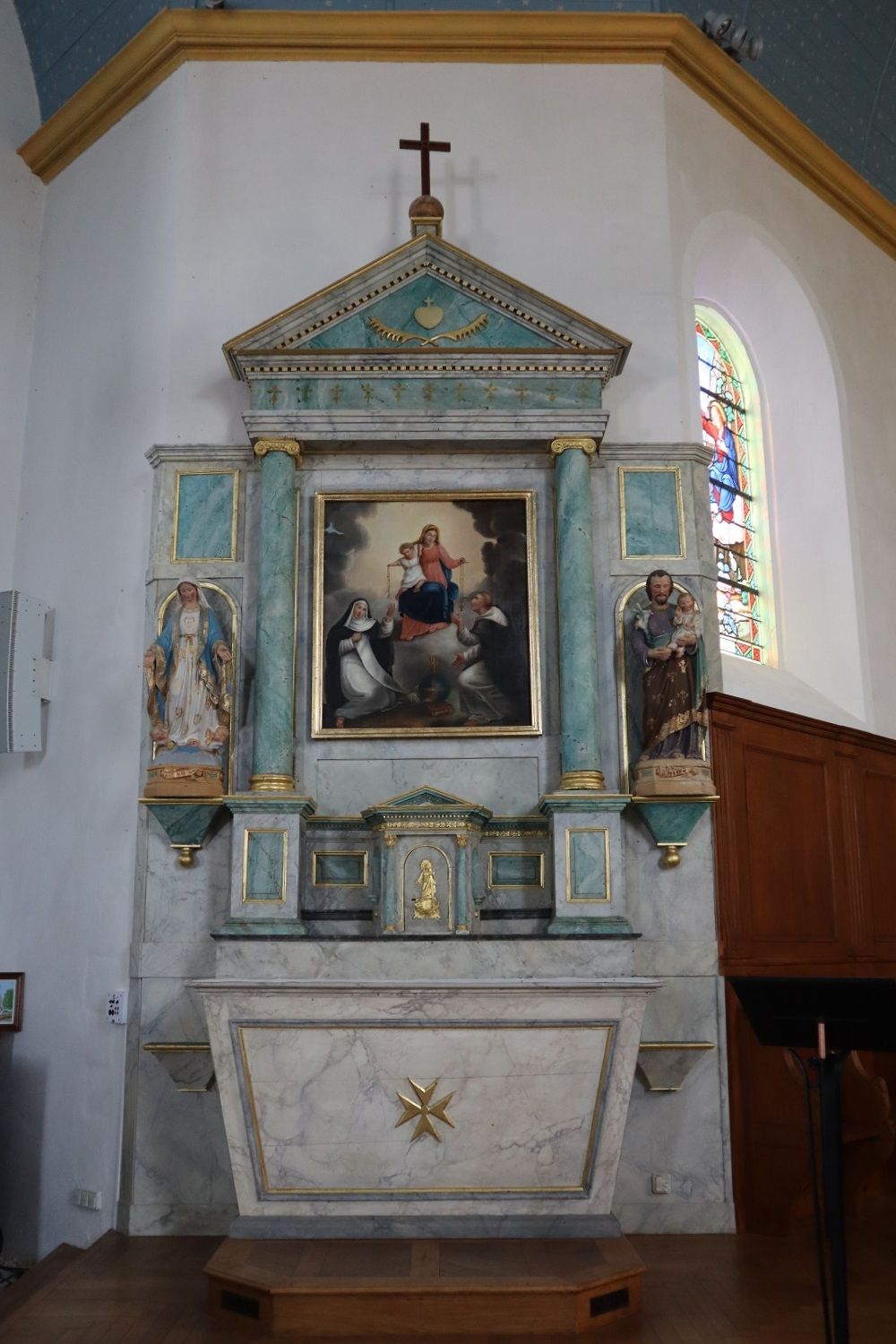
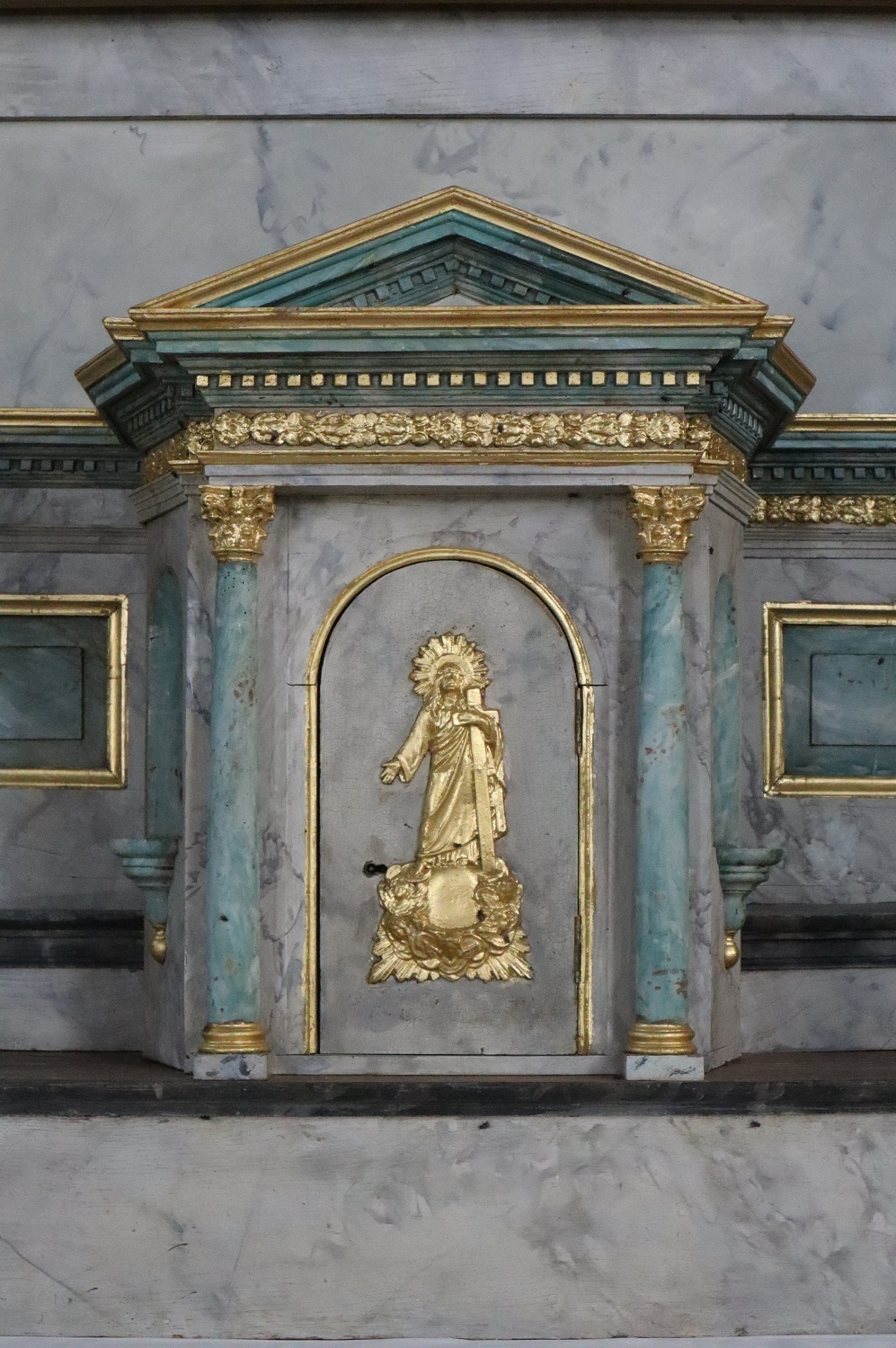
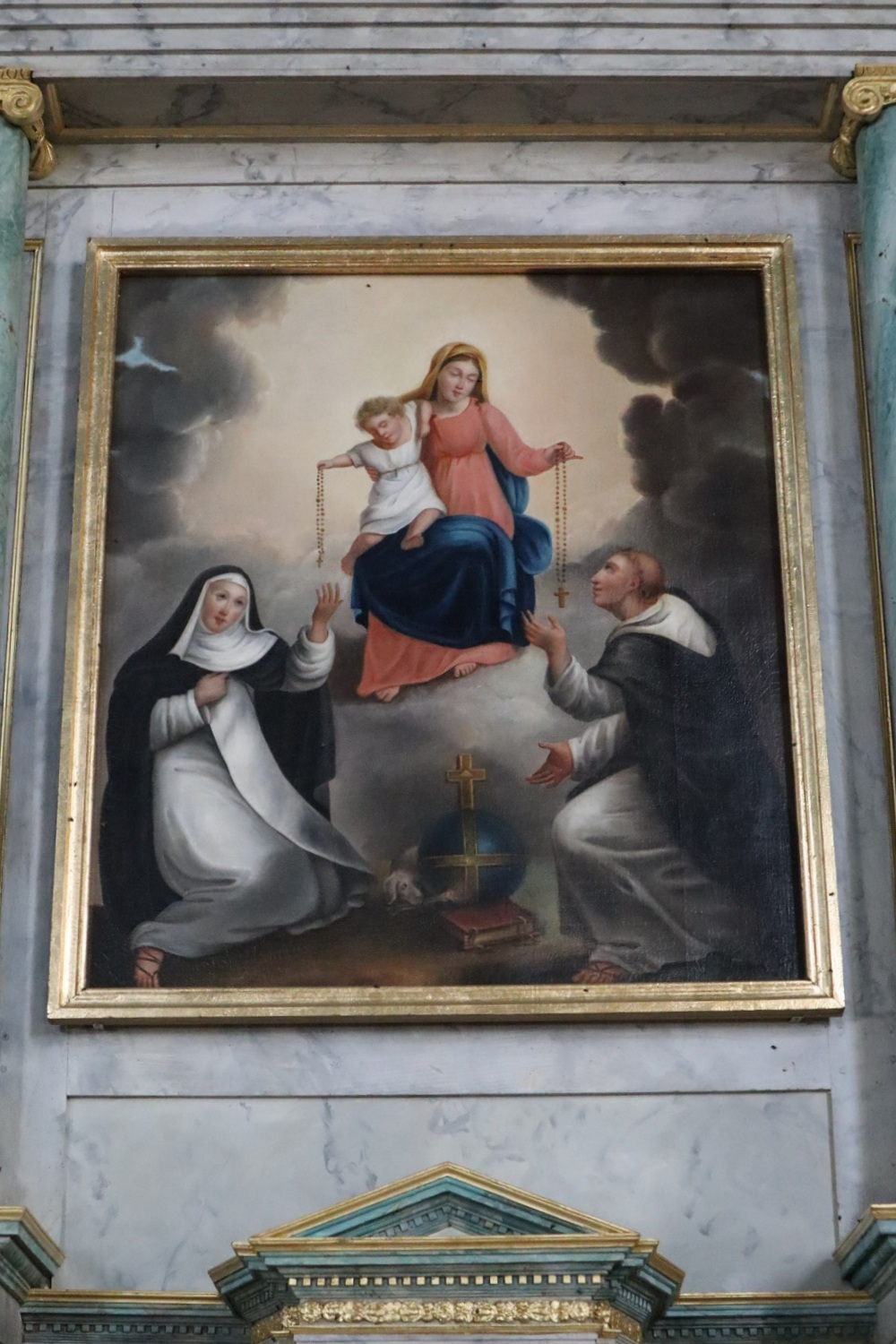
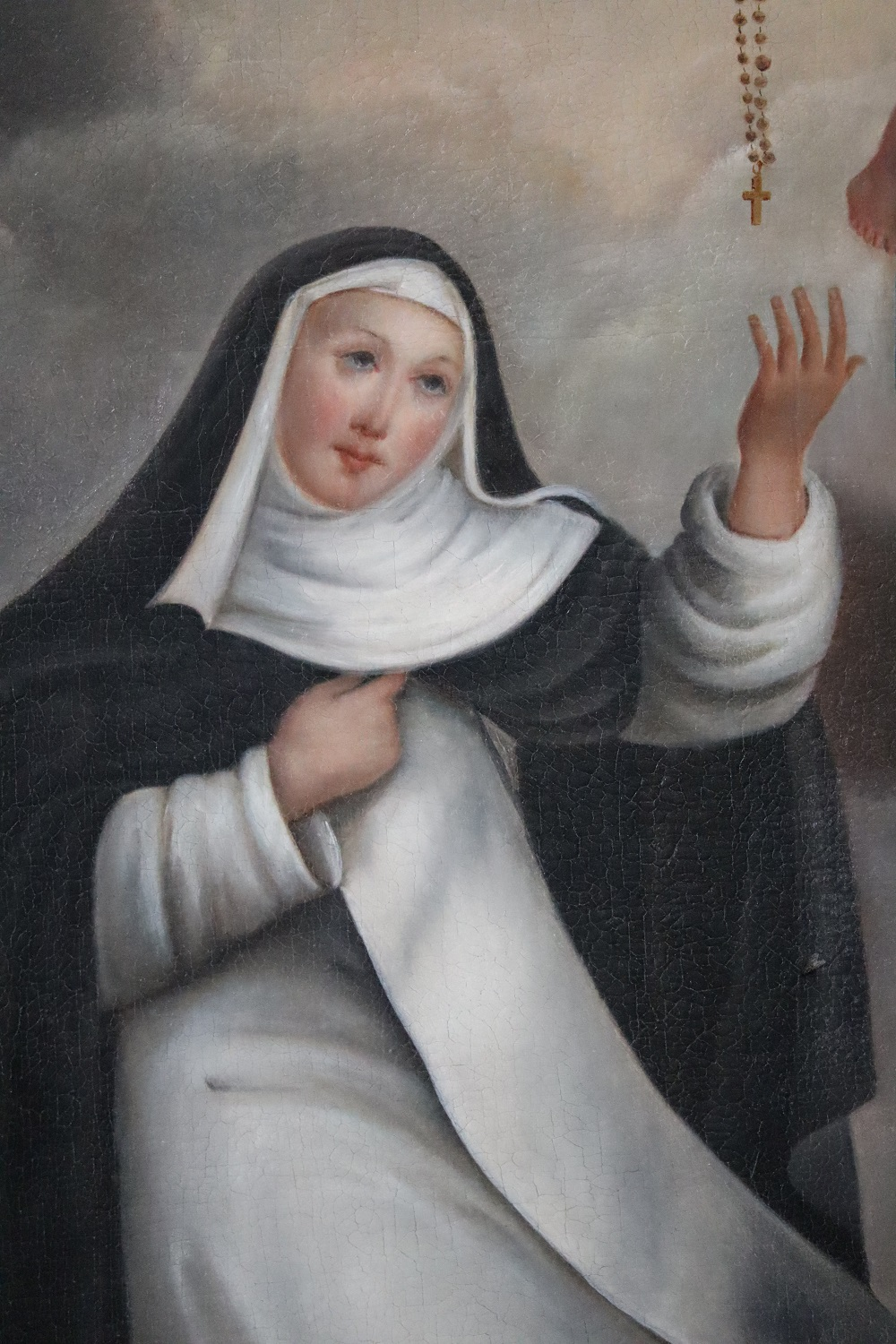
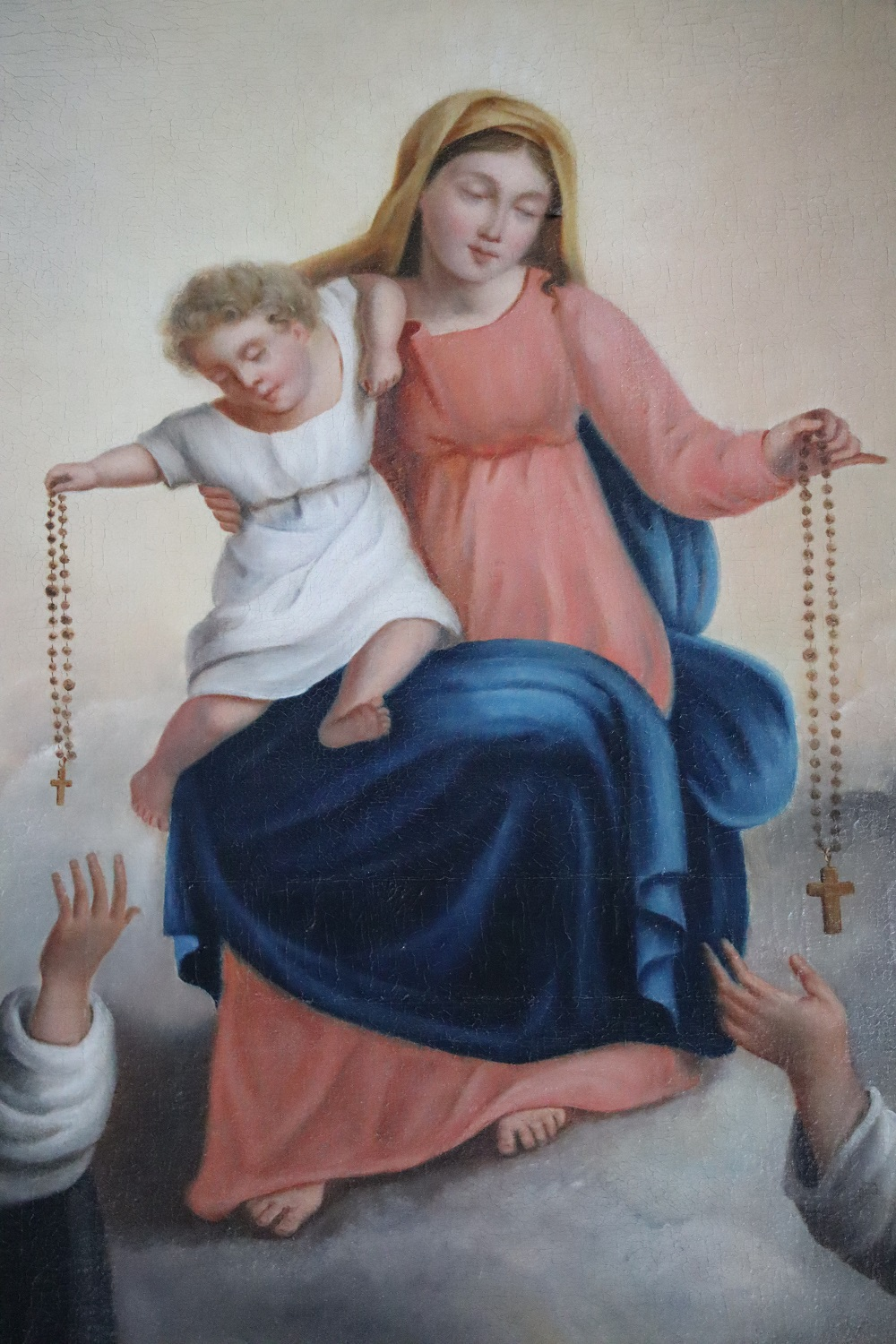
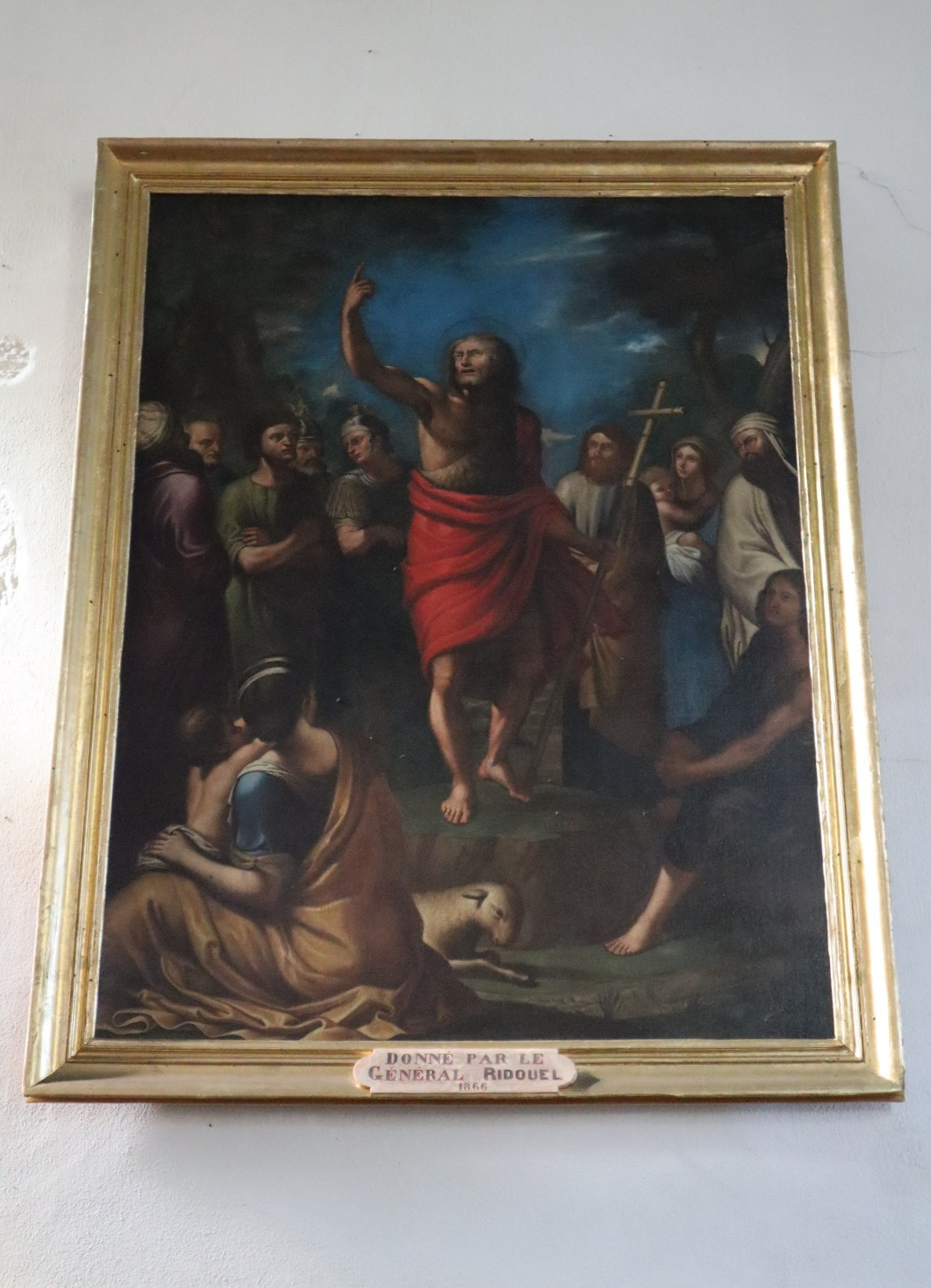
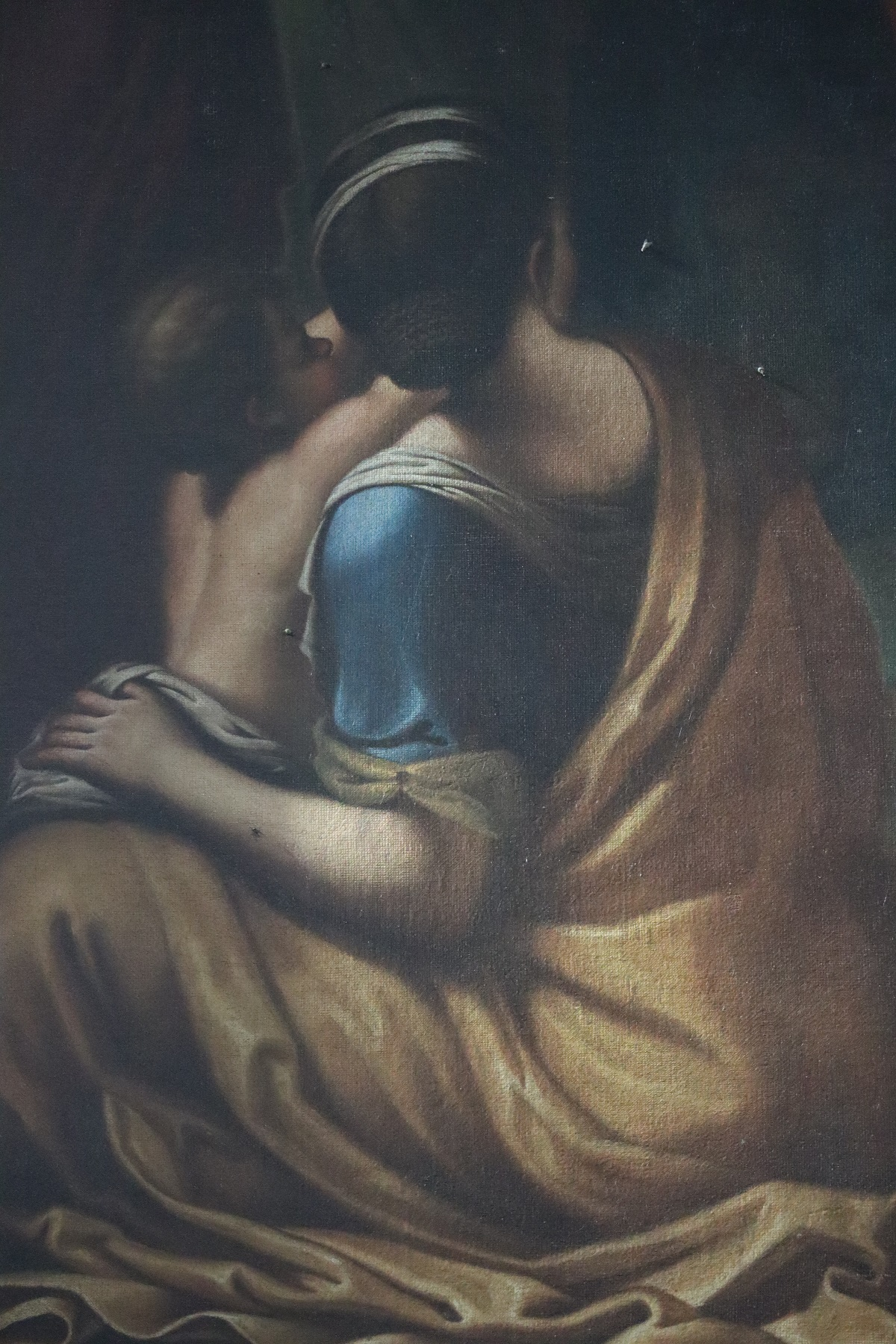
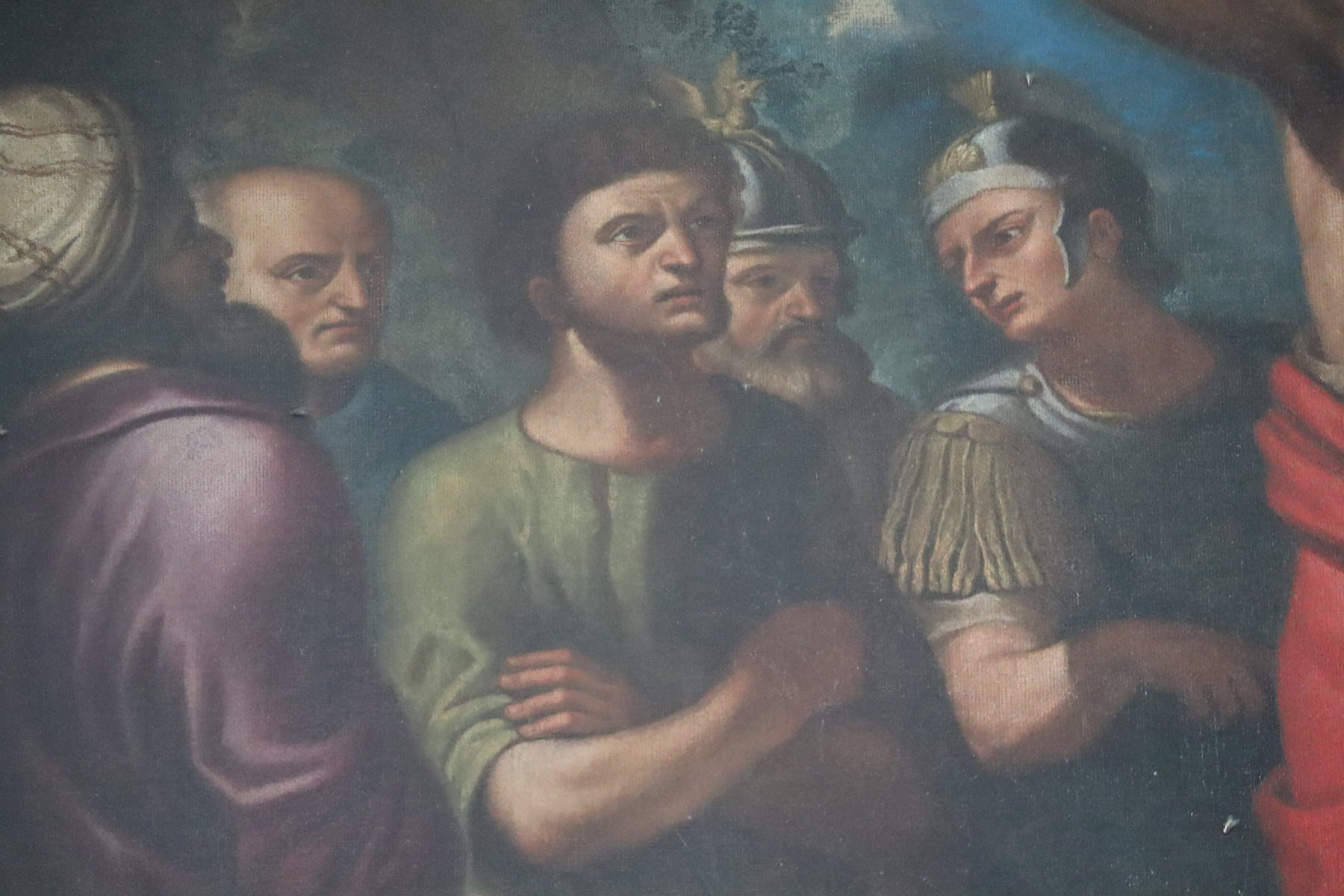
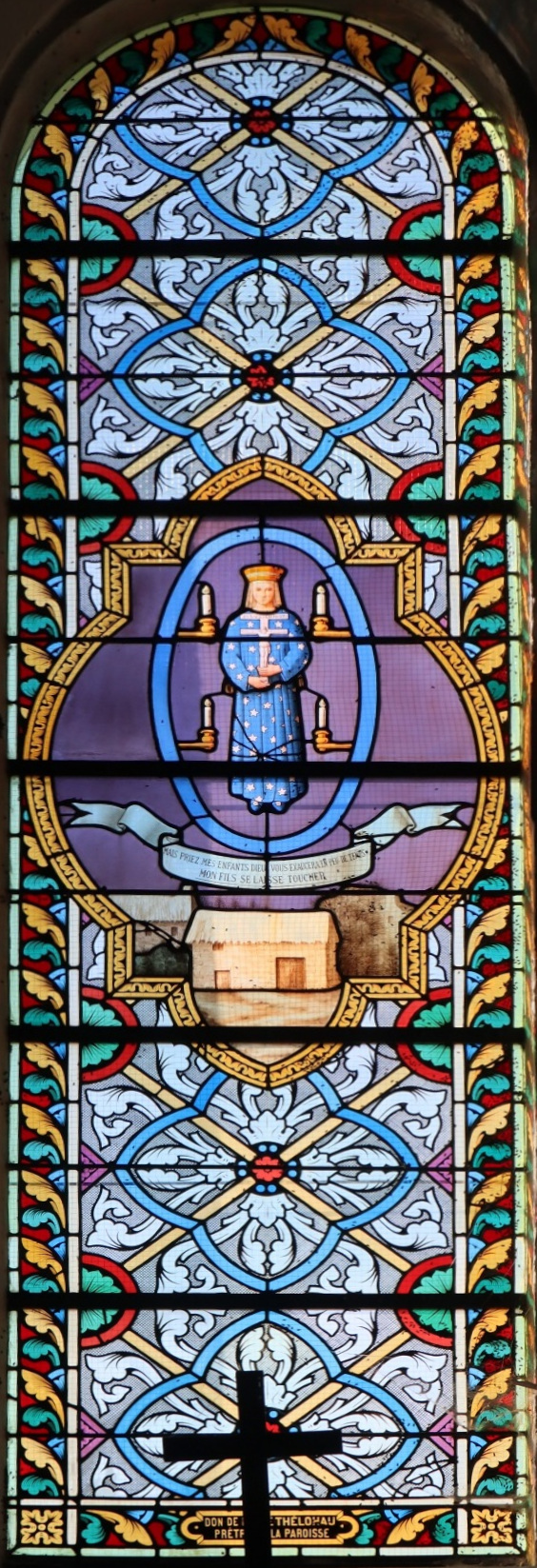
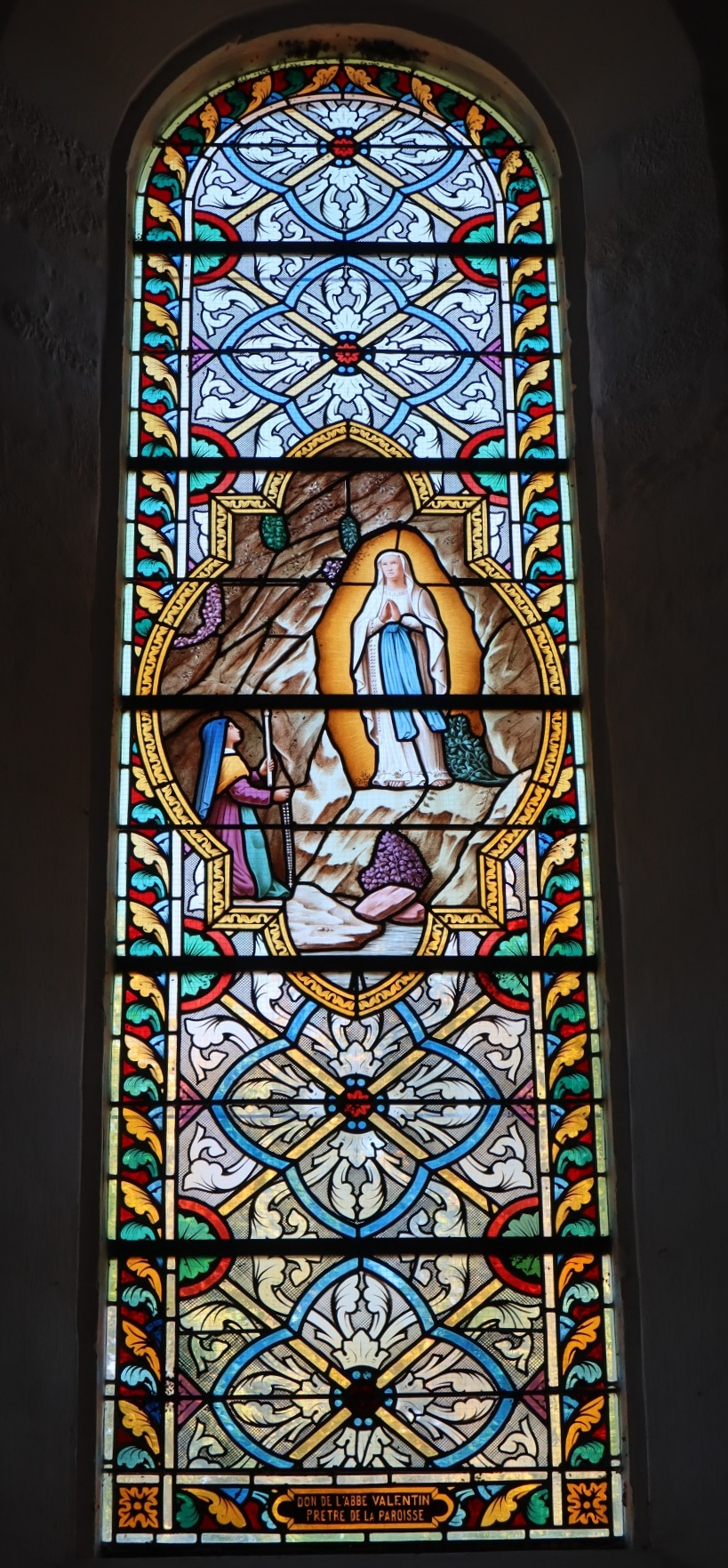
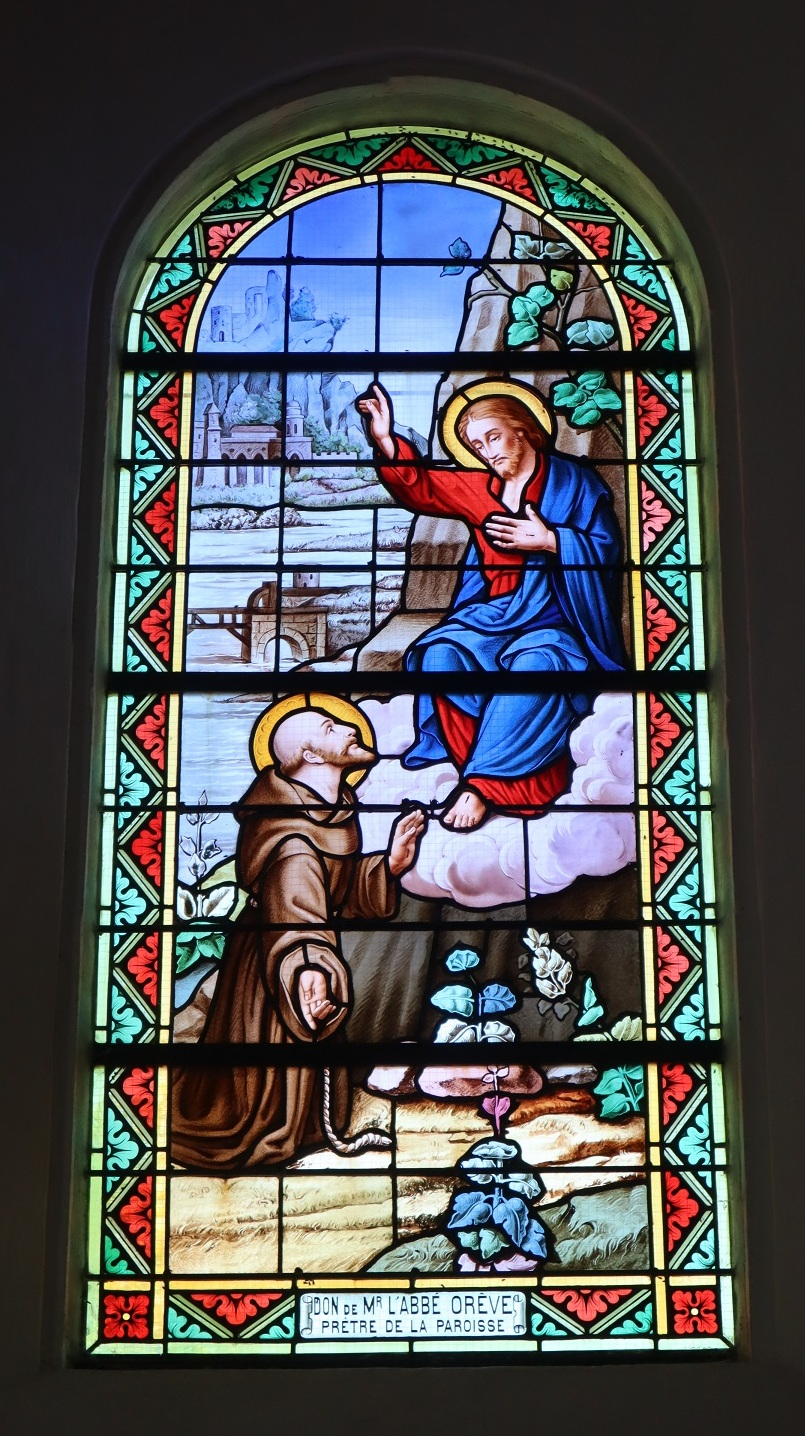
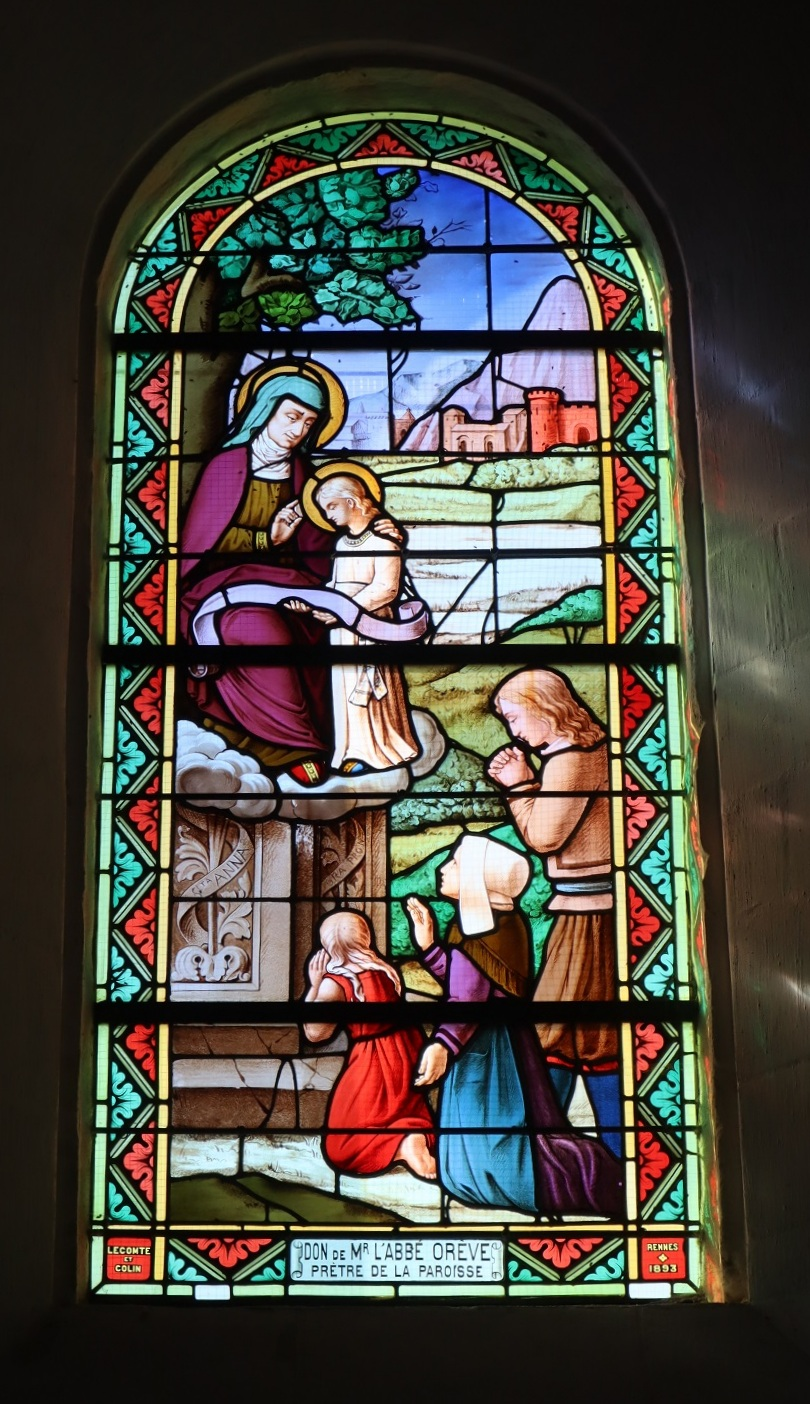